# Antisionisme

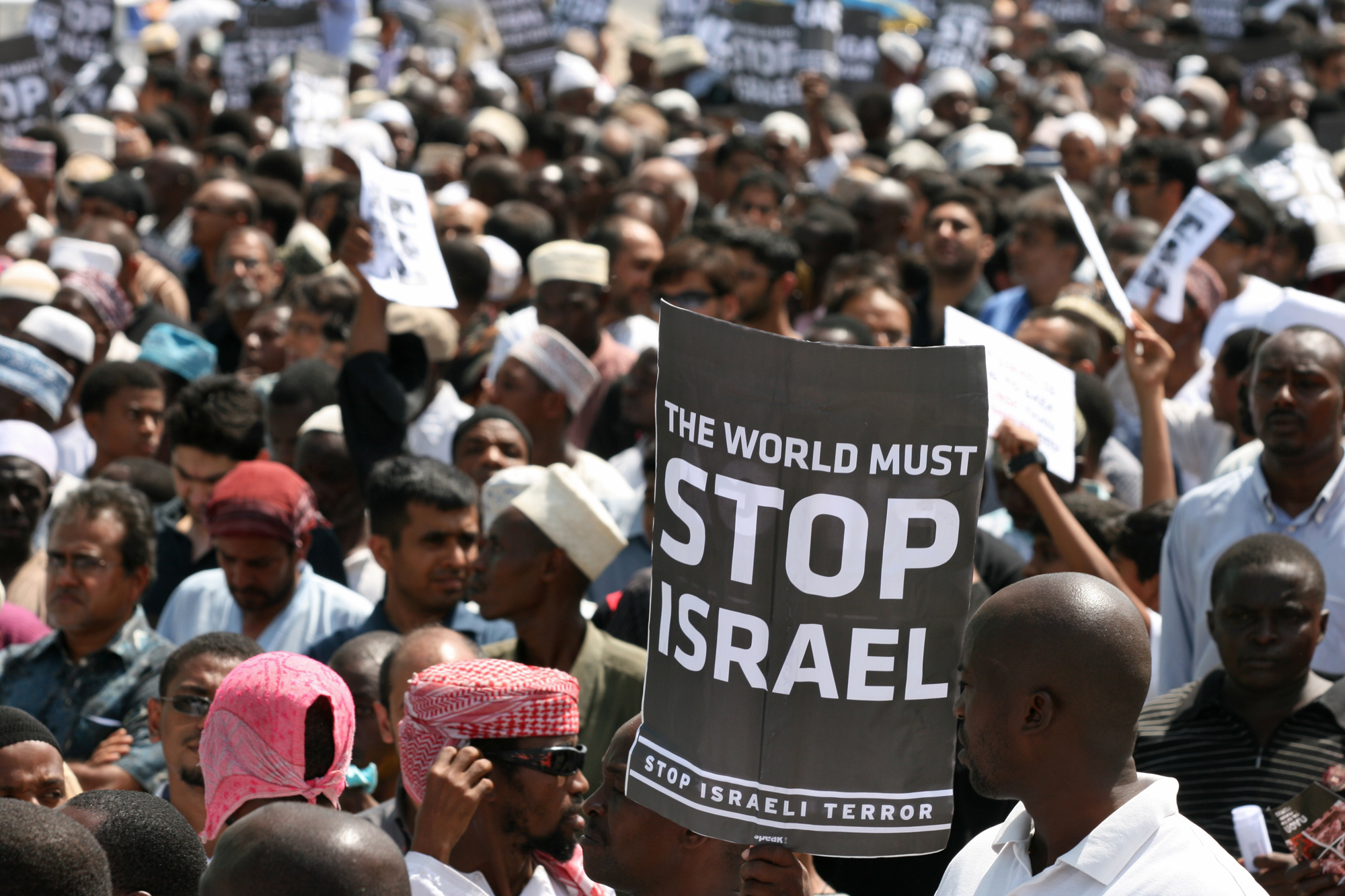
Manifestation antisioniste à Dar es Salam (Tanzanie) en 2009.

L'antisionisme (ou anti-sionisme) est l'opposition au sionisme, le mouvement national juif en Terre d'Israël. Le terme est utilisé dans différents contextes et décrit différents courants politiques caractérisés par une opposition à l'État d'Israël, à sa création, à sa religion, à son territoire, à l'autodétermination du peuple juif ou à des sujets comme le statut des territoires palestiniens, dans le cadre du palestinisme. Au cours de l'histoire, le concept a fait partie de la réflexion politique juive, puis il a été repris dans le monde arabe, par le nationalisme palestinien, par l'URSS et plus récemment dans la rhétorique anti-israélienne. Les liens entre l'antisionisme (ses idéologies et ses conséquences) et l'antisémitisme sont étudiés par divers spécialistes.

## Une notion ambiguë

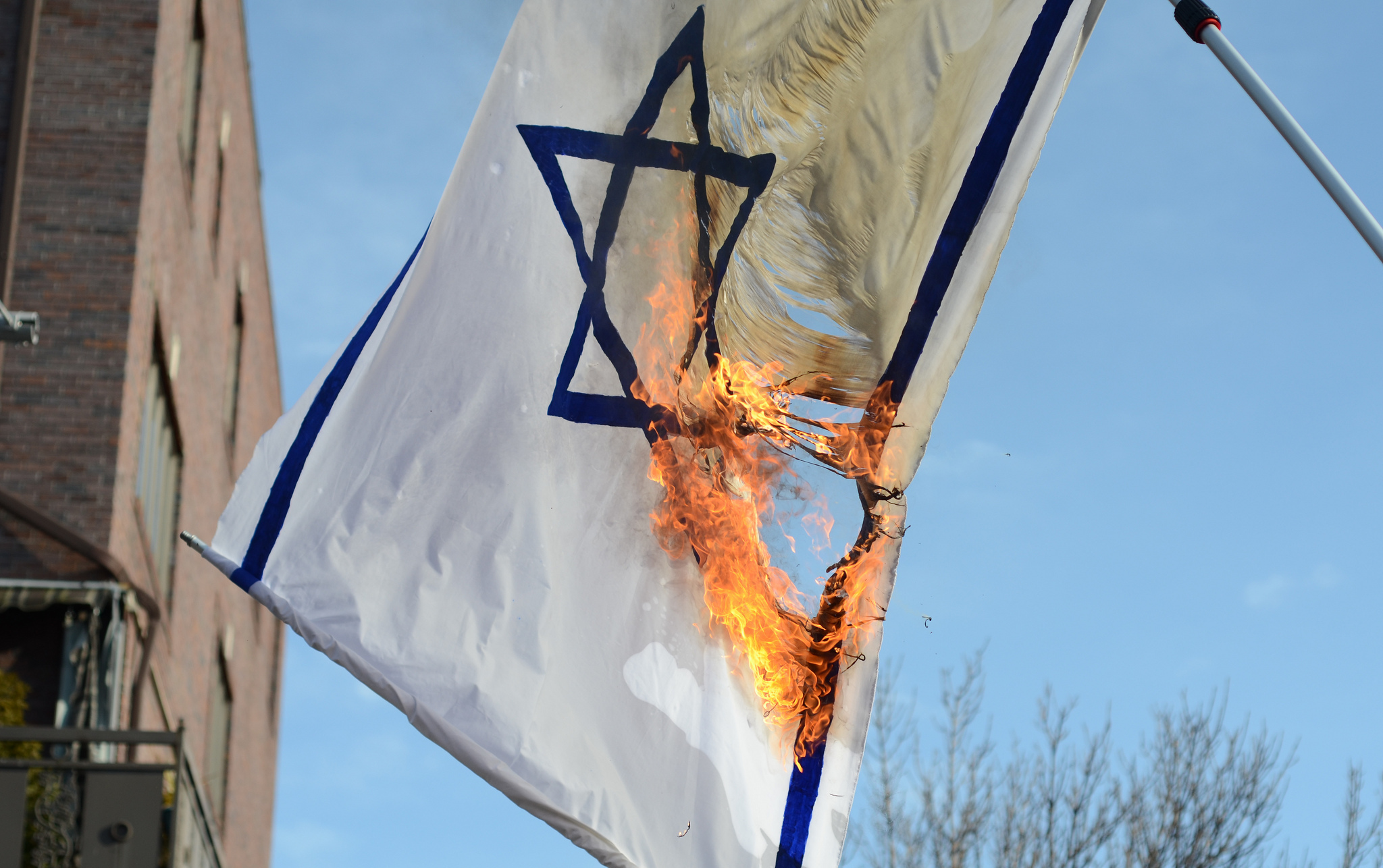
Drapeau israélien brûlé lors d'une manifestation à Brooklyn, New York, 2012.

Stricto sensu, l'antisionisme traduit l'opposition à l'établissement d'un foyer national juif en Palestine. Toutefois, après 1948 et la fondation de l'État d'Israël et en particulier après la guerre des Six Jours et la première intifada, la situation géopolitique est devenue plus complexe, générant l'apparition de nouveaux mouvements tels que le néosionisme, le post sionisme opposé au « sionisme traditionnel » (sionisme général, sionisme révisionniste et sionisme travailliste) ou encore le non-sionisme. Dans ce contexte, les notions de sionisme et d'antisionisme ont évolué.
Aujourd'hui, les personnes qui se disent antisionistes justifient leur point de vue par un ou plusieurs des éléments suivants, parfois antinomiques :
- l'opposition idéologique de principe à Israël ou à la politique israélienne de manière générale[1], basée sur l'opinion selon laquelle Israël serait responsable de la situation et des conflits au Moyen-Orient. Ce sentiment est apparu en particulier dans le contexte de la guerre froide dont le Moyen-Orient a été un théâtre de confrontation et à la suite des résolutions défavorables à Israël adoptées par le Conseil de Sécurité de l'ONU[2],[3] ;
- l'opposition à la politique de colonisation des territoires palestiniens occupés[1], basée sur l'opinion selon laquelle Israël et certains groupements se réclamant du sionisme y appliqueraient une politique expansionniste dans la perpétuation du projet sioniste[4]. Certains de ceux qui s'opposent à la colonisation rejettent cependant le qualificatif d'antisionistes, car ils ne s'opposent qu'à cet aspect qui à lui seul n'est pas assimilable au sionisme qui ne demande pas l'expansion d'Israël[5].

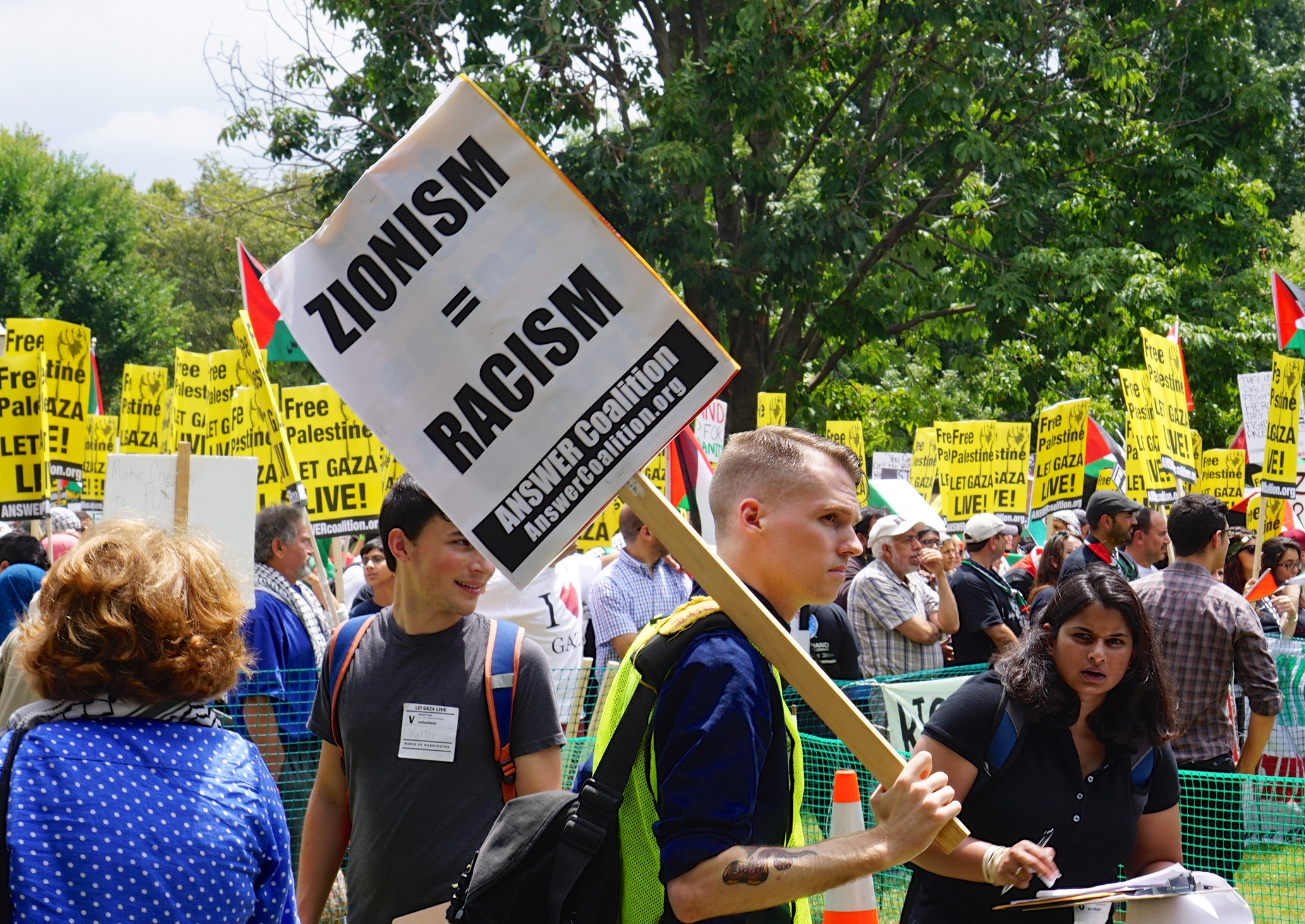
Manifestation anti-Israël et pro-Gaza, assimilant le sionisme à une forme de racisme, Washington, 2014

- la condamnation de la situation des Arabes israéliens et des Palestiniens, qui subissent des discriminations[2], parfois jugées proches de l'apartheid[6], voire qu'on perpètre à leur encontre des crimes de guerre[7] et ce, parce que le projet sioniste serait par essence raciste[8] ;
- nonobstant la situation des populations non juives, l'opposition au caractère juif voulu par le sionisme de l'État d'Israël, basée sur l'opinion selon laquelle ce principe, qui est à la base du sionisme, ne serait pas laïque et démocratique, mais religieux ou racial[9] ;
- dans le monde musulman, l'opposition à l'occupation de Jérusalem et d'autres lieux saints de l'Islam par Israël ou par des juifs[10],[11] ;
- l'opposition à l'existence d'Israël en tant qu'État, ce qui est le but principal du sionisme, basée sur l'opinion selon laquelle seul un État binational recouvrant toute l'ancienne Palestine historique serait légitime ou pourrait apporter des solutions au conflit israélo-palestinien[12];
- l'opposition au droit à l'existence même d'Israël, souvent dénommé « entité sioniste » dans ce contexte et basée sur l'opinion selon laquelle le sionisme ne serait en rien légitime et qu'il aurait spolié les Arabes palestiniens de leur pays[13]. L'opposition peut alors aller jusqu'à réclamer l'anéantissement militaire d'Israël[14]. Cette opposition à Israël peut même dégénérer en antisémitisme comme l'avait craint Habib Bourguiba dès 1965 : « Dans le cas de la Palestine, cette haine conduit à confondre l'antisionisme avec l'antisémitisme, ce qui engendre […] un fanatisme qui sera dangereux le jour où il faudra négocier »[15].

## Historique
L’antisionisme apparaît, d'une part, parmi les dirigeants traditionalistes juifs pour des raisons religieuses ou chez des Juifs assimilationnistes et, d'autre part, parmi des dirigeants arabes et des officiers britanniques quand la Grande-Bretagne obtient de la société des Nations un mandat pour administrer le pays,. Outre l'opposition politique, l'antisionisme arabe palestinien de l'époque se manifeste lors de la grande révolte arabe de 1936-1939 et puis par la guerre israélo-arabe de 1948. Moins important, l'antisionisme juif diminue fortement à partir de 1921 avec la nomination au grand rabbinat d'Eretz Israël du rabbin Abraham Isaac Kook, puis se réduit davantage après la Shoah, la résolution 181 de l'ONU du 29 novembre 1947 qui accepte le plan de partage de la Palestine et valide l'établissement d'un État juif, l'aboutissement du projet sioniste.
Après la guerre de 1967, la notion d'antisionisme est devenue plus ambiguë. Le terme peut caractériser des prises de positions aussi éloignées que la simple critique de la politique du gouvernement israélien, ou que l'exigence de son anéantissement. Ainsi, l'antisionisme est parfois dénoncé comme un nouvel antisémitisme, tandis que cette critique est rejetée par d'autres qui y voient une tentative d'empêcher la critique d'Israël. Comble d’ambiguïté, cette situation a engendré en Israël la création de mouvements néosioniste et postsioniste, en opposition avec le sionisme des « pères fondateurs », mais qui ne sont pas eux-mêmes nécessairement antisionistes,,.

## Au sein de communautés juives

### Avant 1948 et la création d'Israël
À l'origine, le sionisme — mouvement politique laïc — ne fait pas l'unanimité chez les Juifs, car il rencontre une opposition forte de la part d'une partie des Juifs religieux. L'antisionisme religieux ne concerne néanmoins pas tout le judaïsme : une partie des religieux sont également sionistes.
Avant la montée du fascisme en Europe dans les années 1930 et la Seconde Guerre mondiale qui voit le triomphe du nazisme et sa politique raciale, une majorité des Juifs n'adhère pas à l'idée d'un État juif. En effet, les Juifs d'Europe, avant le nazisme, se répartissent approximativement en quatre catégories :
- les communistes et socialistes (on dit encore à l'époque sociaux-démocrates dans nombre de pays) qui attendent le dépassement du problème des persécutions envers les Juifs de la réalisation d'une égalité entre tous les peuples par le dépassement des nations réalisé par l'internationalisme communiste ou le socialisme à venir. Mouvement politique qui en Pologne fonde le Bund où se retrouvent principalement les socialistes avec aussi des communistes[23]. Ce sont aussi les Juifs qui dans les autres pays européens rejoignent les rangs des divers partis communistes.
- les Juifs libéraux, qui croient à une viabilité de la solution politique au sein des nations démocratiques, soit l'assimilation du fait de la citoyenneté accordée aux Juifs, qui serait susceptible de mettre fin à l'antisémitisme historique. On peut compter parmi eux l'Alliance israélite universelle, groupe à l'origine français, républicain et patriote, connu avant-guerre pour son « antisionisme farouche » (Nicault, 2001[24]).
- les Juifs religieux qui attendent la rédemption et le salut avec la venue du Messie à la fin des temps, qui sont représentés par le judaïsme traditionnel : la réunion de tous les peuples à Jérusalem telle qu'annoncée avec la paix messianique. Une partie parmi les plus orthodoxes ne sont pas sionistes mais plutôt antisionistes, tels les Neturei Karta, cependant que beaucoup d'autres Juifs religieux, à la suite du rabbin Abraham Isaac Kook sont sionistes, du fait du lien historique des Juifs à la terre d'Israël (que décrivent les historiens : Walter Laqueur, Georges Bensoussan, Elie Barnavi, A. Gruynberg, etc.).
- les sionistes proprement dit, dont le pôle majoritaire est socialiste[réf. nécessaire]

#### Juifs ultra-orthodoxes

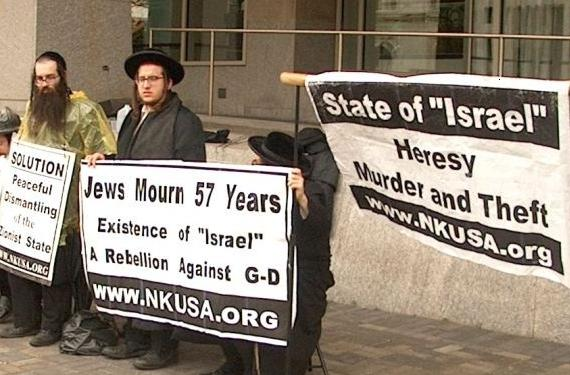
Manifestation antisioniste d'une branche du mouvement des Naturei Karta à Washington, 2005.

À la fin du XIXe siècle et au tout début du XXe siècle, une majorité des juifs orthodoxes n'adhèrent pas au sionisme, voire lui est hostile. L'hostilité des orthodoxes était justifiée par une interprétation théologique selon laquelle « la venue du Messie » est une condition pour retourner vers la « Terre d’Israël ». Cependant, le sionisme trouve son défenseur en la personne du rabbin orthodoxe Abraham Isaac Kook qui articule une synthèse entre sionisme et tradition.
Les nouvelles institutions juives essentiellement socialistes et laïques sont alors mal perçues par les Juifs orthodoxes de Palestine. Selon Maurice Kriegel, ils appelèrent « à rompre toute relation, au prix même de déchirement des liens familiaux, avec quiconque appartient à la collectivité juive régie par les nouvelles institutions sionistes ». Leur opposition au sionisme relève principalement de raisons religieuses qu'ils considèrent comme opposées au caractère laïc, socialiste et démocratique du sionisme moderne qu'ils accusent de « détourner les Juifs du judaïsme et de corrompre leur âme ». Leurs contacts avec les Juifs de la première et la deuxième vague d'immigration sont quasi inexistants. L'ancien Yishouv parle alors de « lutte contre le sionisme lorsque celui-ci grandit jusqu'à envahir la Terre sainte ».
Les tentatives des représentants de l'immigration sioniste, dont Haïm Weizmann, de représenter l'ensemble des Juifs de Palestine amènent alors des tensions. Les autorités rabbiniques des Juifs palestiniens sont divisées sur les fonds apportés par l'Organisation sioniste mondiale aux yeshivot. En 1921, une assemblée crée une structure rabbinique destinée à unifier celles résultant de la présence ottomane, sous la forme de deux postes de grands rabbins, un ashkénaze et un séfarade. Mais les tensions renaissent alors avec la nomination du premier grand rabbin ashkénaze, le rabbin Abraham Isaac Kook favorable aux institutions sionistes. Le mouvement orthodoxe fondé en 1912, l'Agoudat Israel, refuse alors d'entretenir des rapports avec le Jewish National Council (en) créé par les représentants sionistes. Selon l'Agoudat Israel, les Juifs pieux ne peuvent pas collaborer avec le Conseil qui aurait émis « une proclamation solennelle qui dépose Dieu et la Torah comme souverains de la nation juive ».
En février 1924, le rabbin Sonnenfeld soumet un mémorandum au roi Hussein, pour avoir les garanties que les Juifs orthodoxes seront légitimement consultés sur l'avenir de la Palestine. Des garanties de coexistence pacifique sont alors apportées dans le texte : « Nous assurons Sa Majesté que la population juive se rapporte à ses voisins avec une harmonie fraternelle partout où elle existe, et en Terre sainte également nous allons nous conformer à cette tradition et collaborer dans le futur avec tous les habitants dans la construction et la prospérité de la terre pour une bénédiction et une paix pour tous les groupes ethniques ».
Cependant, à partir des années 1930, les difficultés à trouver une terre d'accueil, pour les Juifs d'Europe persécutés et contraints à l'exil, les amènent à revoir leur position critique vis-à-vis du sionisme et du projet d'édification de l'État juif. Ils entament alors des pourparlers avec les partis sionistes pour organiser l'immigration. Ainsi Isaac Breuer, l'un des principaux dirigeants du parti religieux Agoudah, jusqu'alors adversaire du projet sioniste, crée en Pologne le mouvement Poalei Agoudat Israël, dont la plupart des membres partent pour la Palestine. Mais des communautés ultra-orthodoxes refusent de partager le projet sioniste, politique, et créent un groupe à part, le Edah Aredit, littéralement les « Craignant Dieu » dont le centre est à Jérusalem.
À partir des années 1930, conséquence des persécutions des juifs en Europe, les mouvements orthodoxes se rallient aux thèses sionistes, mais un grand nombre de Haredim y restent opposés,.

#### Juifs de gauche et d'extrême-gauche

Symbole de l'antisionisme.

Parmi les organisations sociales-démocrates, socialistes et communistes du Yiddishland, certains, comme le Bund (Union générale des travailleurs juifs), le Parti social-démocrate juif de Galicie, le Folksgrupe de Russie n'étaient pas sionistes, voire s'opposaient politiquement au sionisme,.
En Pologne, le Folkspartei (en yiddish: Yidishe folkspartay), tout en souhaitant une autonomie nationale et culturelle des Juifs, ne l'envisageait pas comme impliquant le déracinement d'un départ vers la Palestine. L'Alliance israélite universelle, organisation française, républicaine et patriote, est connue avant-guerre pour son antisionisme, positions qu'elle nuance après 1945.
Selon le militant antisioniste israélien d'extrême gauche Michel Warschawski, « L’antisionisme a toujours été perçu comme une position politique parmi d’autres, qui plus est, hégémonique dans le monde juif pendant près d’un demi-siècle ».

### Depuis la création d'Israël
Aujourd'hui, l'antisionisme en Israël est représenté par un courant juif ultra-orthodoxe minoritaire dit haredim, un courant laïque d’extrême gauche et un courant politique d'arabes israéliens.

#### Mouvements laïques de gauche

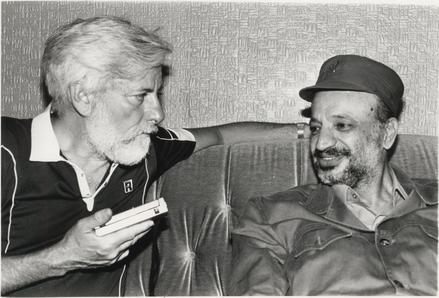
Uri Avnery (fondateur de Gush Shalom) et Yasser Arafat, 1982

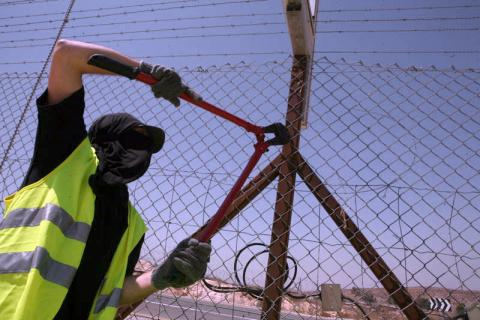
Activiste de Anarchists Against the Wall, attaquant la Barrière de sécurité à Beit Mirsim, 2007

Les mouvements laïques d’extrême gauche tels que Hadash (en français « Nouveau », issu du parti communiste) ou les intellectuels de l'appel Olga en 2004 (comme Michel Warschawski, partisan d'un État bi-national ou le professeur de sociologie Yehouda Shenhav) s'opposent à Israël tel qu'il existe aujourd'hui. Shlomo Sand, Ilan Pappé, Meron Benvenisti ou les organisations « Anarchists Against the Wall », « Alternative Information Center », « Gush Shalom » tiennent des positions qui sont quelquefois qualifiées d'antisionistes pour être souvent des émanations du Matzpen, un ancien parti israélien (1962-1983) d'extrême-gauche, révolutionnaire, internationaliste et antisioniste qui a marqué la société politique israélienne de son empreinte — tout comme à l'étranger.
Le mouvement « La Paix maintenant » (Shalom Arshav), lui aussi opposé à la poursuite de la colonisation, se définit en revanche comme sioniste, établissant une différence entre l'antisionisme qui consisterait à réfuter le droit à l'existence d'Israël, et la lutte contre la politique d'expansion, qui selon lui, est un obstacle à la coexistence pacifique entre Israéliens et Palestiniens.

#### Chez les orthodoxes haredim

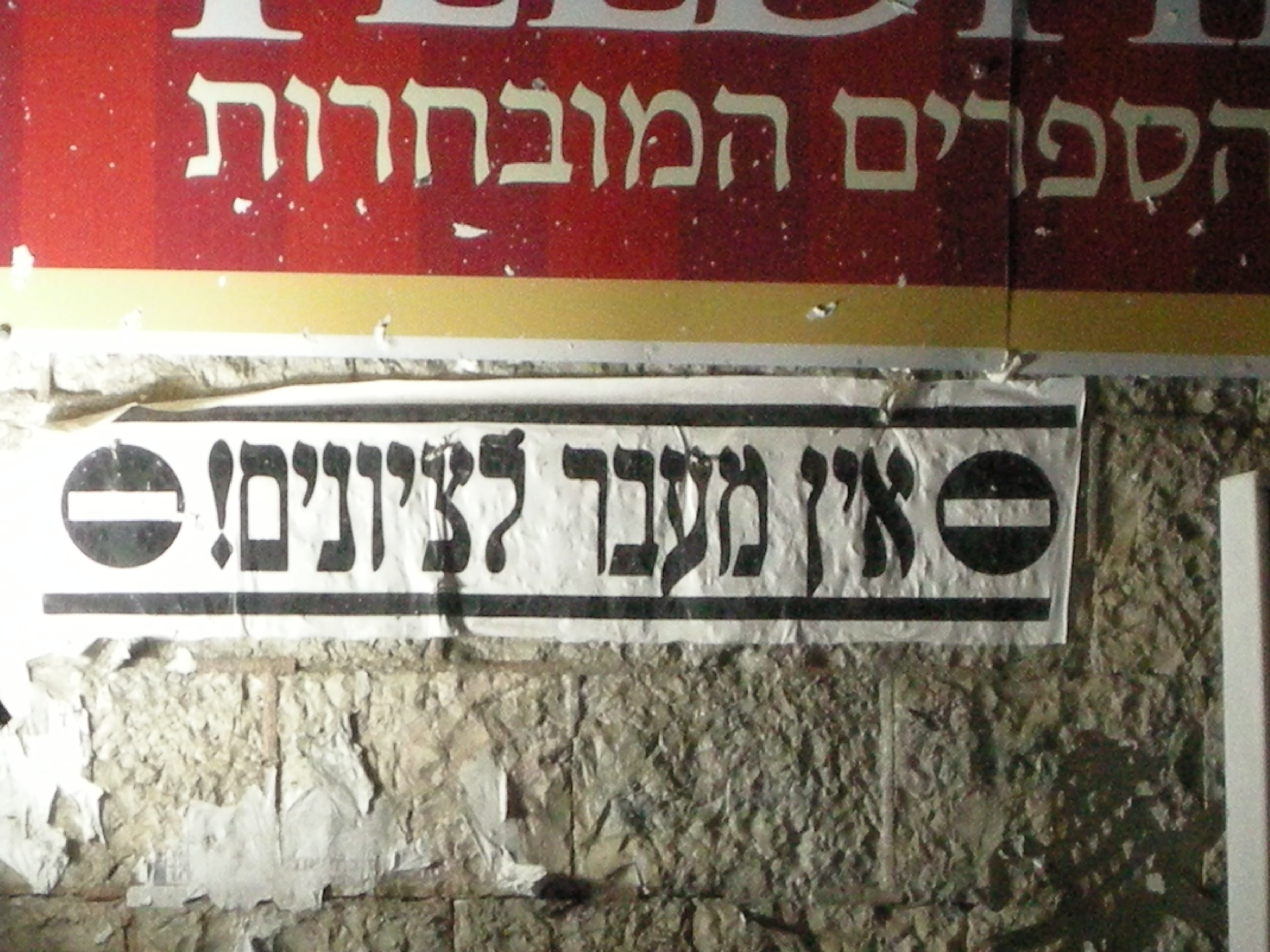
Jérusalem - quartier de Méa Shéarim - une affichette portant l'inscription « interdit aux sionistes! ».

Le courant antisioniste actuel parmi les Juifs haredim se manifeste notamment par le groupe minoritaire et condamné, d'une partie dite des « Sicaires » dans cette communauté ultra-orthodoxe, les Neturei Karta, pour leur soutien aux thèses négationnistes. Selon leur interprétation, le Talmud (Meseches Kesuvos 111a) interdit la création d'un État pour les « fils d'Israël » tant que le messie n'est pas arrivé. Pour les mêmes raisons, ils s'opposent au sécularisme du mouvement sioniste. Ils estiment également que « l'État d'Israël est une cause d'injustices envers les Palestiniens, ce qui est contraire à l'enseignement de la Torah ». Ils reprochent également au sionisme « d'instrumentaliser l'holocauste pour justifier ses actions et l'antisémitisme en général ».
Lors de la création d'Israël en 1948, le pacte entre les sionistes et les haredim est que ces derniers ne participent pas au service militaire national pour ne pas cautionner cette idéologie et pour ne pas enfreindre les lois juives (exigeant de se consacrer à l'étude religieuse). Ce pacte perdure encore de nos jours et crée un clivage au sein de la société israélienne entre les laïcs et certains religieux.
En revanche, dans d'autres courants religieux, Daniel Lindenberg estime que « le courant ultra-orthodoxe religieux qui fut antisioniste est aujourd'hui ce « judaïsme intransigeant » […] qui manifeste dans la colonisation de la Cisjordanie, un enthousiasme pionnier dont il fait remarquer qu'il a depuis longtemps déserté le camp sioniste laïque ».

#### Chez les Juifs aux États-Unis
Aujourd’hui, il n’existe plus d’opposition fondamentale des religieux orthodoxes au projet sioniste hormis quelques courants marginaux telle une partie du courant « Neturei Karta ». Il existe en effet aux États-Unis un courant juif antisioniste très minoritaire, représenté d'une part par des organisations juives ultra-orthodoxes qui contestent le sionisme « au nom des valeurs fondamentales du judaïsme » et d'autre part des mouvements juifs progressistes opposés à la colonisation de la Palestine.
En 2006, l'American Jewish Committee a publié un essai intitulé Progressive Jewish Thought and the New Anti-Semitism qui analyse la notion d'antisionisme. D'après ses conclusions, cette notion a fortement évolué depuis la création d'Israël en 1948, et se confond désormais avec la volonté d'éliminer l'État d'Israël.

## En dehors de la communauté juive

### Point de vue au sein d'autres religions

#### Chrétiens

##### Catholiques

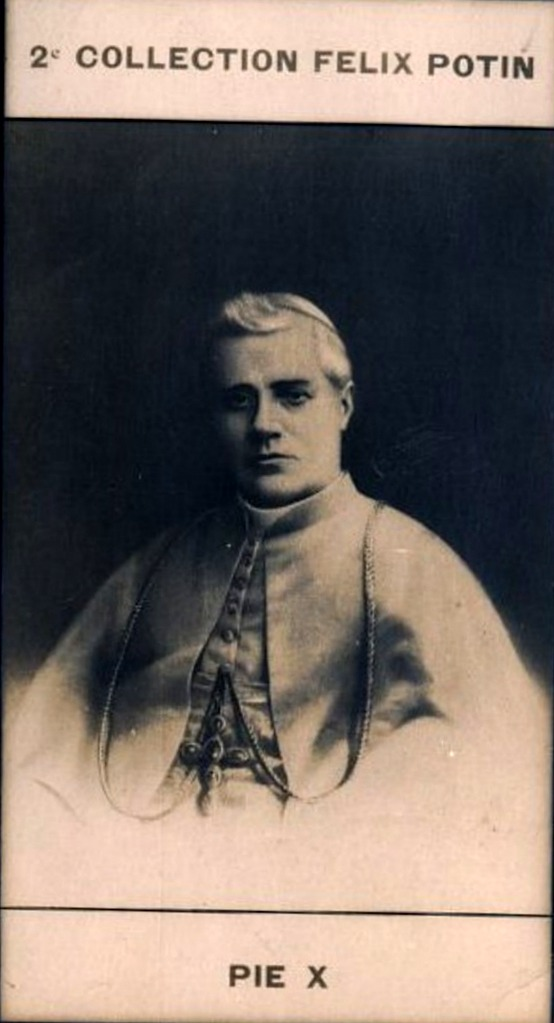
Le pape Pie X, v. 1909

Lors de sa tournée européenne et italienne de 1904 et un an après le Congrès sioniste de 1903 où est présenté le projet Ouganda, Theodor Herzl cherche de nouveaux soutiens et obtient une audience avec le pape Pie X, mais l'échec de l'entretien est sans appel, le souverain pontife répondant par un « cinglant » Non Possumus (Nous ne pouvons pas) à la demande d'une garantie de neutralité bienveillante envers le projet sioniste.
Au début du XXéme siècle, le Saint-Siège a eu une position très réfractaire au projet sioniste pensant que cela pourrait "constituer une menace pour les Lieux saints et donner aux Juifs un statut « de prépondérance et de privilège » sur les Catholiques. Le pape Pie X déclare ainsi : « Nous ne pourrons pas empêcher les Juifs d’aller à Jérusalem, mais nous ne pourrons jamais les y encourager. Le sol de Jérusalem n’a pas toujours été sacré, mais il a été sanctifié par la vie de Jésus. Les Juifs n’ont pas reconnu Notre Seigneur et nous ne pourrons donc pas reconnaître le peuple juif. Non possumus. ».
C'est ainsi que le Vatican va pousser lors de la conférence de San Rémo en 1920 pour l'introduction de l'article 14, exigeant un contrôle international sur les lieux saints, lors de la rédaction par la Société des Nations du mandat sur la Palestine octroyé aux britanniques : « Une Commission spéciale sera nommée par la Puissance mandataire, à l'effet d'étudier, définir et régler tous droits et réclamations concernant les Lieux Saints, ainsi que les différentes communautés religieuses en Palestine. Le mode de nomination des membres de la Commission, sa composition et ses fonctions, seront soumis à l'approbation du Conseil de la Société, et la Commission ne sera pas nommée et n'entrera pas en fonctions avant cette approbation ».
Par la suite et pendant quasiment toute la seconde moitié du XXe siècle, le Vatican n'entretiendra aucune relation diplomatique avec Israël. Il faudra attendre les accords d’Oslo en 1993 pour que s’ouvre la voie à l’accord fondamental entre le Saint-Siège et Israël signé le 30 décembre 1993 à Jérusalem par Yossi Beilin, vice-ministre des Affaires étrangères et Mgr Claudio Maria Celli, secrétaire d’État adjoint. Néanmoins, il est à noter que c’est seulement après l’accord du Caire avec l’Organisation de libération de la Palestine que le Vatican accepta, en juin 1994, un échange d’ambassadeurs.
Le Vatican ne cessera par la suite de critiquer les entreprises sionistes[réf. nécessaire] et entreprises assimilées comme la barrière de séparation israélienne de 700 km, ouvertement raillée par le pape Jean-Paul II, lors de visite en Cisjordanie en 2000 et déclarant que : « La Terre sainte a besoin de réconciliation : de pardon, non de vengeance, de ponts, non de murs ».
Plus récemment, le Vatican a dû réaffirmer ses positions[Lesquels ?] lors de discussions sur le statut juridico-financier de l’Église catholique à Jérusalem et la volonté par Israël de taxer le Vatican.

##### Protestants
Une partie significative du monde protestant particulièrement parmi les chrétiens évangéliques implantés aux États-Unis, prône un sionisme chrétien. Parmi les autres dénominations protestantes, l'approche du sionisme peut être plus prudente voire hostile.
L’Église méthodiste anglaise - qui avait déjà été « critiquée pour avoir diabolisé Israël » - a présenté un rapport intitulé « Justice pour la Palestine et Israël » en juillet 2010, se demandant si « le sionisme était compatible avec les croyances méthodistes ». Le rapport souligne la situation « intolérable » vécue par la population palestinienne, pose la question de la place du sionisme et du sionisme chrétien dans les problèmes de la région, et appelle au boycott des marchandises provenant des colonies juives et à un « lobbying politique ». Le grand rabbin du Royaume-Uni - lui-même peu favorable à la colonisation - soutenu par d'autres responsables du Council of Christians and Jews (CCJ), n’a pas manqué de critiquer le rapport, le qualifiant de « partial » et « déséquilibré », remarquant notamment que l'organisation islamiste Hamas n'y est pas mentionnée.
En avril 2013, l'Église d'Écosse publie également un rapport intitulé « L'héritage d'Abraham : un rapport sur la Terre promise ». « Le rapport reconnaît le fait que l'Église d'Écosse croyait autrefois au droit des Juifs à l'ancienne terre d'Israël », mais rejette à présent cette idée d'un droit spécifique du peuple juif sur la Terre sainte par, selon lui, l'analyse des écritures bibliques (dont le Nouveau Testament) et des revendications théologiques juives. En outre, le rapport considérant, contrairement aux historiens, le sionisme comme la résultante de la Shoah, nie la « croyance parmi certains Juifs qu'ils ont droit à la terre d'Israël en tant que compensation pour les souffrances de l'Holocauste » et fait valoir « qu'il s’agit d’une mauvaise interprétation de la Bible que de l'utiliser comme un guide topographique créant ainsi des conflits pour le droit sur des terres ». À la suite de plaintes de la communauté et des instances juives écossaises pour lesquelles le rapport « se lit comme une polémique du temps de l'Inquisition » et prétend mieux connaître le judaïsme que les Juifs, le document est revu et corrigé, concédant finalement que « l'État juif peut rester dans le monde »,.
En 2014, Église presbytérienne américaine présente un rapport intitulé « le Sionisme sans solution » où interviennent le postsioniste Neve Gordon ou le Palestinien Edward Saïd, qui se veut être un guide d'étude, « une opportunité d’explorer l’idéologie politique du sionisme » et comprendre « quel rôle le sionisme et le sionisme chrétien (ont) joué dans le façonnement des attitudes et la conduite des développements historiques au Moyen-Orient et dans le monde »,.

#### Musulmans
La rencontre entre Théodore Herzl et le sultan ottoman Abdülhamid II marque la première opposition des autorités religieuses musulmanes au mouvement sioniste. En mai 1891, lors d'une audience privée, Herzl cherche l'appui du sultan (alors sultan ottoman et calife de l'Islam de 1876 à sa déposition en 1909, et dont l'Empire contrôle alors la Palestine), pour l'établissement d'une charte autorisant l'établissement d'un État autonome juif en Palestine en contrepartie d'une réduction de la dette de l'Empire ottoman auprès des puissances européennes. Ayant auparavant refusé d'accueillir les réfugiés juifs fuyant les pogroms de Russie, le Sultan avait fermé les yeux sur l'émigration juive quelques années plus tard mais refuse la proposition d'Herzl et suggère en retour d'accueillir les Juifs européens dans différentes parties de l'Empire ottoman. Cinq ans plus tard, il décore Herzl de la croix de commandeur de l'ordre de Majjidiyyah,.

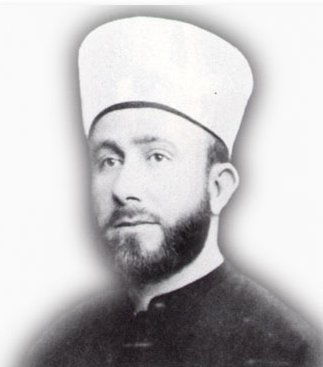
Le Grand mufti Mohammed Amin al-Husseini

La plus grande crainte des autorités religieuses musulmanes[Lesquelles ?] se dit être la protection des lieux saints musulmans de Palestine, principalement l'esplanade des Mosquées à Jérusalem mais également le tombeau des Patriarches (el har'am el Ibrahimi) à Hébron - aussi lieux saints du judaïsme, où les juifs avaient peine à accéder sous autorité musulmane et que les musulmans craignaient plutôt qu'ils accaparent.
La seconde principale opposition historique au sionisme est venu du grand mufti de Jérusalem, Mohammed Amin al-Husseini, alors également chargé des affaires religieuses du Waqf de Jérusalem, qui, dès les années 1920 mènera une lutte continue contre le sionisme - et même, plus tard, contre l'immigration des juifs fuyant le nazisme - au motif du risque d'une perte de contrôle des lieux saints et d'une destruction de la mosquée al-Aqsa et du dôme du Rocher par les sionistes, ambition affichée à travers la littérature sioniste ou des organisations telles que le Comité du Mur des Lamentations (en). Cela mènera à de nombreuses confrontations et émeutes en 1920, 1929 jusqu'à révolte arabe en 1936-1939. Après la création d'Israël en 1948, le Waqf de Jérusalem est placé sous l'autorité du roi de Jordanie.
Par ailleurs, le mouvement sioniste par sa politique d'achat de terres avant la création de l'État d'Israël puis d'annexion de terres est perçu comme une agression extérieure en « terre d'islam » par les chefs religieux musulmans palestiniens, et cela jusqu'à aujourd'hui[réf. nécessaire].
À partir de la création d’Israël, l'opposition musulmane passe par la mise en place d'instance de protection des lieux saints (nomination du roi du Maroc, président du « Comité al Qods », créée à l'initiative de l'Organisation de la coopération islamique en 1975), par des déclarations de hauts dignitaires religieux comme l'appel de l'Imam de l'université al-Azhar, Cheikh Mohammed Sayed Tantaoui, à boycotter les « produits des entreprises sionistes », voire par des mouvements politiques ou paramilitaires (Hamas dans la bande de Gaza ou le Hezbollah chiite dans le Liban du Sud).
De nos jours, et selon le sociologue français spécialiste de l'antisémitisme Pierre-André Taguieff : « la diffusion de la propagande « antisioniste » visant à délégitimer Israël par tous les moyens, les prêcheurs islamistes de diverses obédiences, citant tel verset du Coran ou tel hadîth, n’ont cessé d’appeler à tuer des Juifs partout dans le monde. Les déclarations de jihad contre les Juifs se sont nourries de l’islamisation de la cause palestinienne, processus qui n’a cessé de s’accélérer depuis la fin des années 1980… Mais l’appel au jihad a lui-même été idéologisé dans le cadre d’une vision apocalyptique de la guerre contre le « sionisme mondial » – entité mythique traitée comme l’incarnation même de la causalité diabolique –, pour prendre le sens d’un appel à l’extermination physique des Juifs, désignés comme tels ou comme « sionistes » ».

### Les Palestiniens
- Débuts

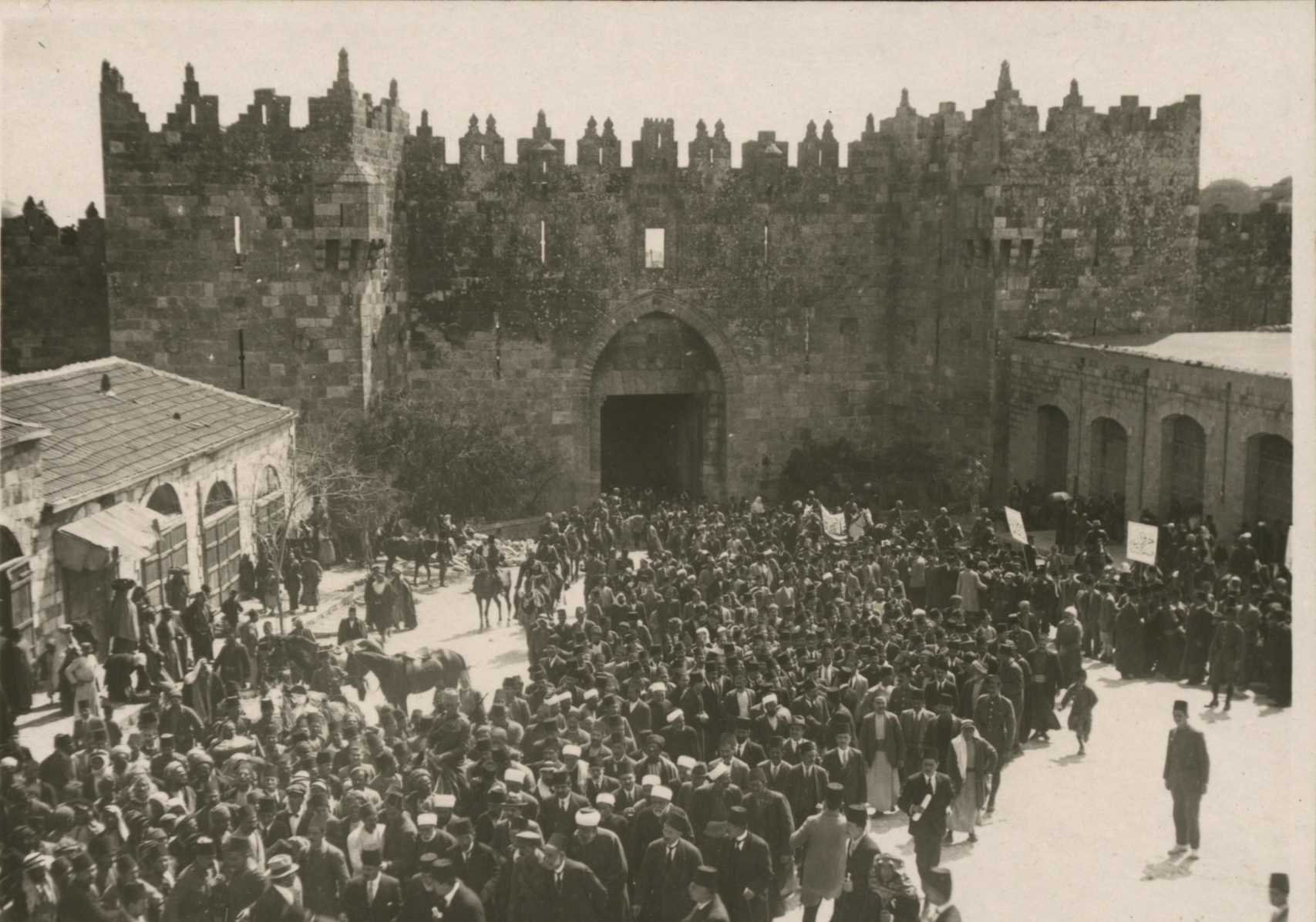
Manifestation antisioniste à Jérusalem, porte de Damas, 8 mars 1920.

L'antisionisme palestinien apparaît dès la fin du XIXe siècle en Palestine, avec le développement de l'immigration juive. En 1899, (en) Yusuf Diya al-Khalidi, ancien maire de Jérusalem, écrit au grand-rabbin de France au sujet du projet sioniste :

« L'idée en elle-même n'est que toute naturelle, belle et juste. Qui peut contester les droits des Juifs sur la Palestine ? Mon Dieu, historiquement c'est bien Votre pays ! […] Malheureusement, les destinées des nations ne sont point gouvernées par des conceptions abstraites si pures, ni nobles qu'elles puissent être. Il faut compter avec la réalité, avec les faits acquis […] Il faut donc pour la tranquillité des Juifs en Turquie que le mouvement zioniste, dans le sens géographique du mot, cesse… Mon Dieu, la terre est vaste […] Mais au nom de Dieu, qu'on laisse tranquille la Palestine. »

En 1917, la Déclaration Balfour prévoit l'établissement d'un « foyer national pour le peuple juif » ; en réaction, le nationalisme palestinien émerge vers 1920 sous l'impulsion du grand mufti de Jérusalem, Amin al-Husseini, qui mêle antisionisme et antisémitisme, dont il devient le principal chef avec Izz al-Din al-Qassam. Al-Husseini est à l'origine d’émeutes anti-juives et du massacre de Hébron en 1929. En 1936, éclate la grande révolte arabe en Palestine mandataire. En 1937, alors qu'il est recherché par la police britannique pour son rôle dans ces émeutes, il s'enfuit en Syrie. En 1941, il se réfugie en Allemagne nazie et demande à Hitler de lui apporter son soutien contre la création d'un Foyer national juif.
- Fatah, FPLP, OLP

Après la création de l’État d’Israël, les mouvements nationalistes palestiniens, le Fatah et le FPLP principalement engagent la lutte armée essentiellement sous la forme de terrorisme contre l'existence de l’État d’Israël puis, à partir des années 1990, apparaissent des organisations islamistes, elles aussi vouées à la destruction de cet État. En 1996, dans le contexte du processus de paix israélo-palestinien, l'OLP vote l'abrogation des articles appelant à l'anéantissement d'Israël de sa charte ; le vote est entériné en 1998.
- Charte du Hamas

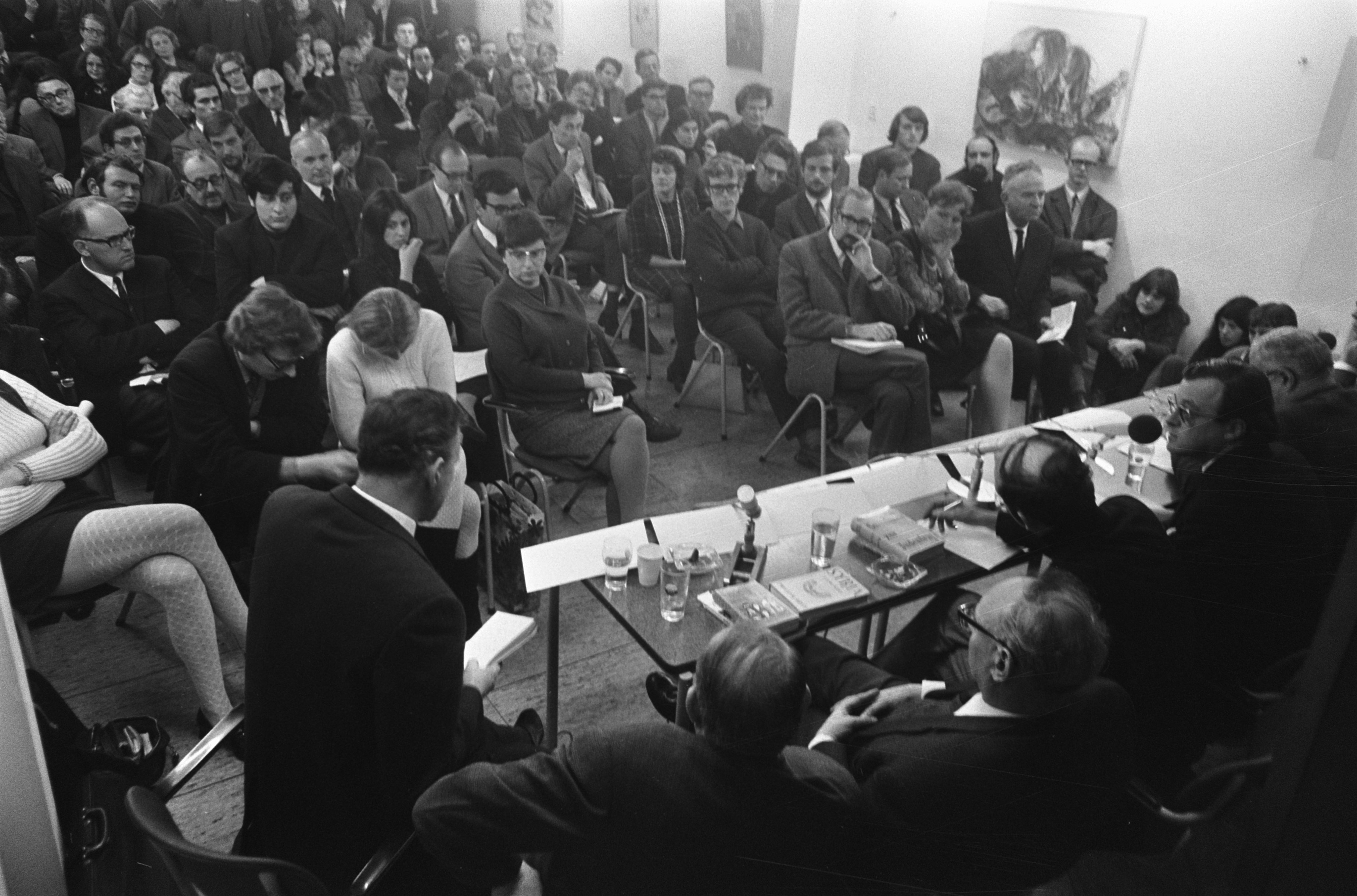
Forum sur la lutte contre l'antisionisme et l'antisémitisme dans la Maison d'Anne Frank à Amsterdam, 1969.

La Charte du Hamas est publiée en 1988. Elle souligne que « la lutte contre les Juifs est très importante et très sérieuse » et appelle à la création « d'un État islamique en Palestine à la place d'Israël et des Territoires palestiniens » et à l’anéantissement et la disparition de l’État d'Israël. Selon Gilles Paris, Abraham Foxman (en) de l'Anti-Defamation League, François Thual, Frédéric Encel, Benny Morris, Sari Nusseibeh entre autres, cette charte exprime un « antisémitisme outrancier » et reprend des poncifs de la propagande nazie et du « Protocoles des Sages de Sion ».
- Palestiniens israéliens

Le caractère juif de l'État d'Israël est contesté par des représentants politiques arabes israéliens tels que les Palestiniens citoyens d'Israël, et Azmi Bishara, ancien député devenu fugitif et accusé par Israël de collaboration avec le Hezbollah. Ces derniers revendiquent une Constitution qui ferait d'Israël « un État de tous ses citoyens ».
L'éditorialiste Avraham Tal rapporte fin 2006 que les dirigeants de la minorité arabe en Israël remettent de plus en plus en cause des fondements du caractère juif de l'État d'Israël, dans ce qu'il qualifie de « déclaration de guerre ». « Certaines des demandes présentées dans ces « visions » sont neuves, comme les appels infamants à garantir à la minorité arabe le droit de véto sur des décisions d'importance nationale, une délégation séparée dans toutes les institutions internationales, et plus encore de cet acabit. Il y a aussi des appels à changer le drapeau et l'hymne national, à un retour dans des villages abandonnés et à l'égalité dans les droits à l'immigration en Israël. » Avraham Tal s'inquiète des conséquences démographiques de telles revendications, estimant qu'elles mènent à la renonciation à un foyer national juif.

### En Europe

#### Officiers britanniques coloniaux
Pendant le mandat britannique en Palestine, certains milieux britanniques restent hostiles au projet sioniste, en particulier par crainte d'une opposition croissante du nationalisme arabe à la Grande-Bretagne[réf. souhaitée]. Après la « grande révolte arabe » en Palestine (fin 1935-1939) et après une mise à plat de la situation dans la région à la suite de plusieurs commissions d'enquêtes, ce courant devient majoritaire au sein du cabinet britannique.
Il mènera notamment à l'adoption du Livre blanc de 1939. Celui-ci prévoit un État unitaire judéo-arabe et donc de fait à majorité arabe, en 1949. Il prévoit aussi une forte limitation de l'immigration juive, cette dernière ayant triplé sur la décennie des années 1930 passant de 174 000 personnes en 1931 à quasiment 470 000 en 1940.

#### État français
Le 20 février 2019, le président de la République française annonce la mise en œuvre de la définition de l'antisémitisme de l'Alliance internationale pour la mémoire de l’Holocauste adoptée par le Parlement européen : « L'antisémitisme est une perception particulière des Juifs que l'on peut exprimer comme la haine des Juifs. Les manifestations orales, écrites ou physiques de l'antisémitisme visent des Juifs et des non-Juifs et leurs biens, les institutions et établissements religieux juifs ». Si l'antisionisme n'est pas explicitement mentionné dans cette définition de l'antisémitisme, elle inclut dans ses exemples « Refuser au peuple juif son droit à l'autodétermination par exemple en affirmant que l'existence d'un État d'Israël est une entreprise raciste. » Cette définition, adoptée par le Parlement européen a été critiquée par l'Association France-Palestine Solidarité. Le 28 février 2019, le journal Libération publie une tribune, « L’antisionisme est une opinion, pas un crime », cosignée par 400 personnes.

#### Courants marginaux français et européens

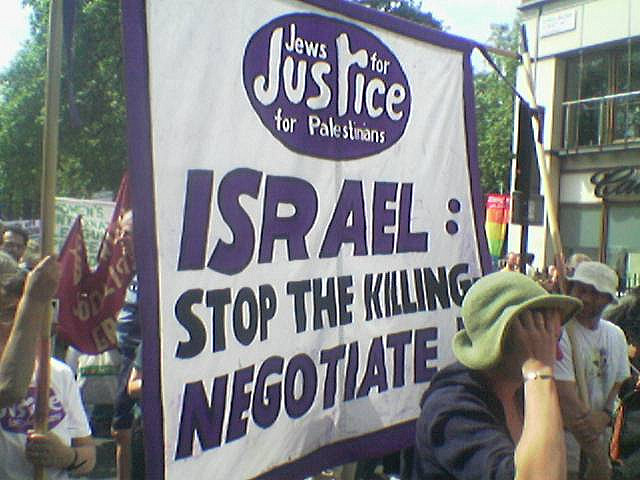
Manifestation des Jews for Justice for Palestinians en Grande-Bretagne, 2006

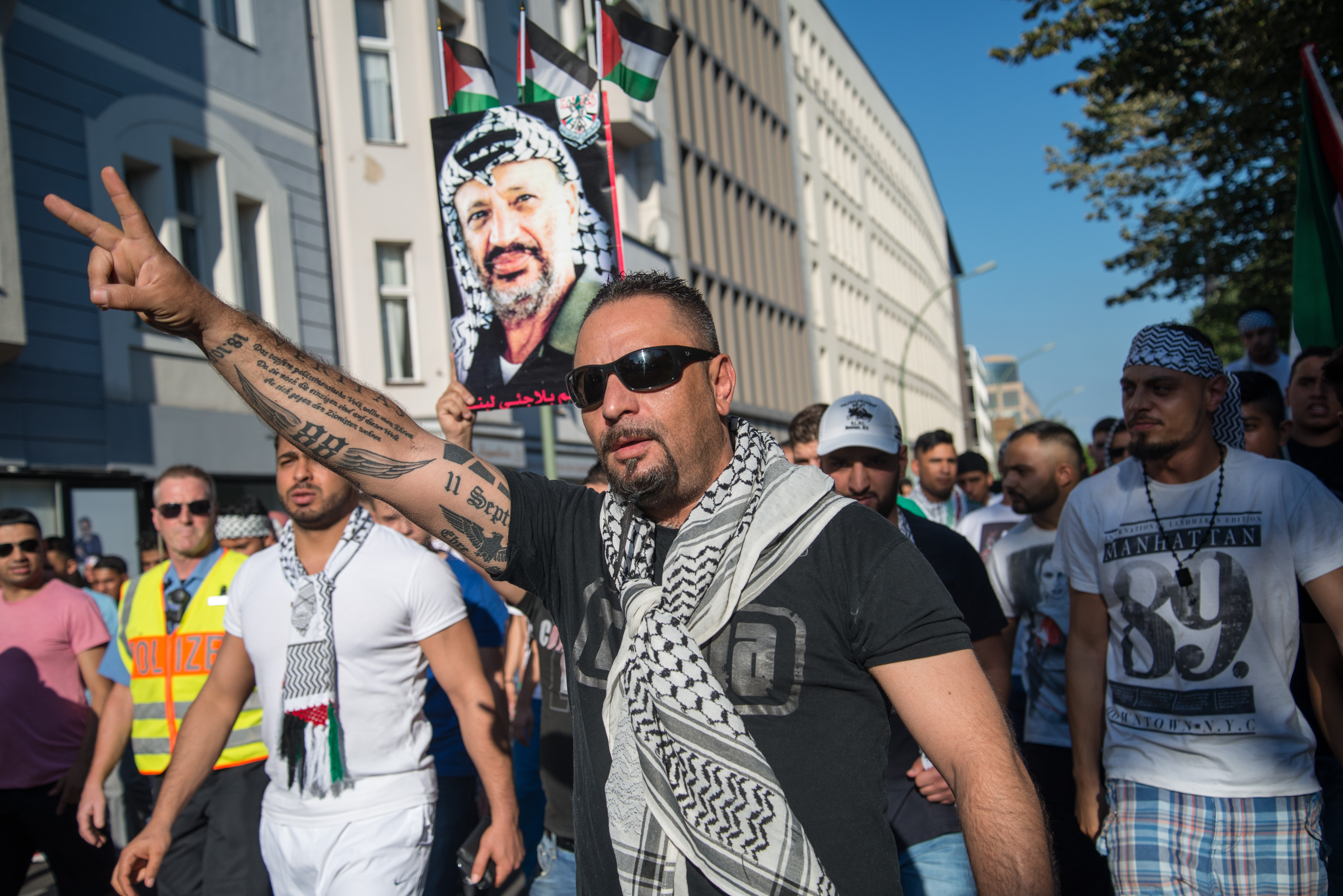
Manifestation antisioniste avec des militants extrémistes

Aujourd'hui, le courant antisioniste en Europe se manifeste par le biais de plusieurs organisations antisionistes, communistes, altermondialistes, d’extrême-droite, pro-palestiniennes ou islamistes. Des organisations d'extrême gauche se réclamant comme juives telles que les Juifs européens pour une paix juste (JEPJ), l'Union juive française pour la paix, l'Union des progressistes juifs de Belgique (UPJB), le réseau des Juifs contre l’occupation (Italie) et l'organisation Jews for Justice for Palestinians (Royaume-Uni) s'opposent au sionisme le qualifiant de « politique colonialiste aux dépens du peuple palestinien ». Parmi d'autres organisations figure le Mouvement de la jeunesse palestinienne, principalement composé de Palestiniens de la diaspora[réf. nécessaire].
Selon Olivier Guland, des mouvements d'extrême droite dissimulent leur antisémitisme derrière un antisionisme de circonstance : Il estime que le Front national défendra ainsi l'Irak de Saddam Hussein selon le principe « l'ennemi de mon ennemi… ».
En mai 2009, est créée pour les élections européennes de 2009 la Liste antisioniste, avec à sa tête Dieudonné M'Bala M'Bala, Alain Soral, et Yahia Gouasmi. Selon Alain Gresh, cette liste créée en mai 2009 n'est pas « considérée comme sérieuse par les associations antisionistes traditionnelles »,,,,. Dieudonné, tête de liste, la définit comme un rassemblement de « tous les insoumis de ce système », « tous les infréquentables », il y côtoie Alain Soral, Yahia Gouasmi, ainsi que d'autres membres de son entourage comme Ginette Skandrani, María Poumier, Pierre Panet, Ahmed Moualek ou Christian Cotten. La compagne de Dieudonné, Noémie Montagne, figure à la quatrième place ; sur les affiches électorales figure un autre colistier, habillé en rabbin : il s'agit de Shmiel Mordche Borreman, un Belge très proche de Gouasmi, converti — sans être membre de Neturei Karta — à une forme hétérodoxe de judaïsme et à l'antisionisme radical,,,,.
En réaction, le Mouvement contre le racisme et pour l'amitié entre les peuples (MRAP) accuse Dieudonné de « recycler les pires thèmes de l’extrême-droite » en développant des théories qui « rappellent celles des conspirationnistes et des antisémites de toujours ». Houria Bouteldja, du Mouvement des Indigènes de la République, accuse Dieudonné de s’allier avec l’extrême droite et de faire ainsi le jeu du sionisme qu’il prétend combattre. L’Union des étudiants juifs de France (UEJF) proteste vivement en se disant « choquée » par cette candidature visant à « réunir sur une même liste le maximum de personnes condamnées pour incitation à la haine raciale » et portée par un « vaste programme politique haineux »,. Le terroriste Carlos, en détention à la prison de Poissy, adresse à la liste de Dieudonné un courrier l'assurant de son soutien et de son « vote symbolique ». La liste se targue également du soutien du Hamas et du Hezbollah
Le 7 juin 2009, la Liste antisioniste obtient 1,30 % des suffrages en Île-de-France, avec une pointe à 2,83 % en Seine-Saint-Denis. Son meilleur score est atteint à Gennevilliers où elle obtient 6,35 % des voix,. La liste connaît des pointes à deux chiffres dans certains bureaux de vote de quartiers populaires, notamment 25,39 % au bureau 20 de Gennevilliers. Jean-Yves Camus constate que la liste antisioniste a échoué à mordre sur l'électorat traditionnel du Front national, peu sensible à son « aspect black-blanc-beur » ; les politologues restent prudents quant à la structuration en France d'un « vote ethnique » dont aurait pu bénéficier la liste. Par la suite, une controverse éclate au sujet du financement de la liste, dont le montant diverge et que l'on dit provenir du gouvernement iranien : elle est notamment alimentée par Ahmed Moualek qui, désormais brouillé avec Alain Soral, publie en 2013 sur Internet une vidéo dans laquelle l'écrivain évoque un financement iranien. Soral lui-même précise que « l'argent n'est pas venu d'Iran, mais de la communauté chiite française et de son leader Yahia Gouasmi »,.

### URSS et Russie

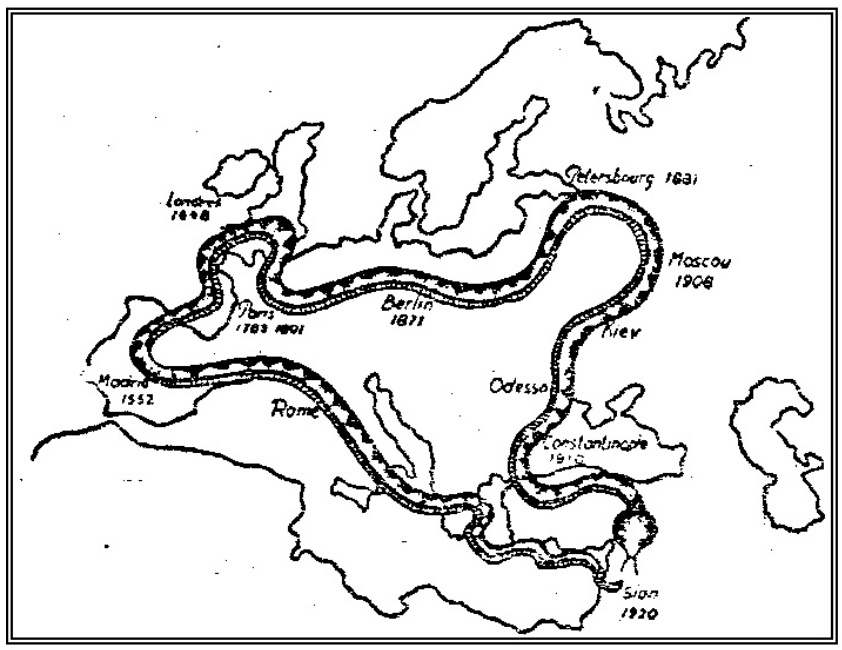
Le serpent symbolique de la conspiration de Sion, illustration d'une édition des Protocoles des Sages de Sion, v. 1920

Les Protocoles des Sages de Sion paraissent en 1903. Il s'agit d'un faux. Ce texte a été composé par l'Okhrana, la police secrète du tsar. Le propagandiste russe Nilus lance « la version antisioniste et non seulement antijuive des Protocoles du complot juif au complot sioniste », accusant explicitement les Juifs de fomenter un « complot juif mondial » mais également un « complot sioniste mondial »,.
Ensuite, la « conspiration » sioniste sera assimilée à une révolution juive, identifiée à la révolution bolchevique, dans le cadre de la propagande anticommuniste qui use à la fois des Protocoles des Sages de Sion et recourt à la vision conspirationniste de l'histoire.
À partir de la fin des années 1920, le sionisme est comparé en Union soviétique à un « nationalisme bourgeois » et en faire l'éloge parmi les Juifs est interdit.
Cependant, après la Seconde Guerre mondiale, l'URSS est d'abord favorable au sionisme et vote pour la création de l'État d'Israël à l'ONU. Elle reconnait de jure Israël à sa naissance, et lui livre des armes, de même que la Tchécoslovaquie qui vient de passer dans le camp communiste à la suite du coup de Prague. Le 15 mai 1948, L'ambassadeur soviétique à l'ONU, Andrei Gromyko parle des « aspirations d’une partie considérable du Peuple juif vers la Palestine », il évoque les souffrances endurées pendant la guerre « qui défient toute description » et se prononce en faveur du plan de partage.
Lors de la guerre israelo-arabe de 1948, l'URSS et ses alliés du bloc de l'Est soutiennent Israël.
Puis, durant les dernières années du pouvoir de Joseph Staline, de 1948 à 1953, les Juifs sont fréquemment dénoncés comme sionistes, souvent à tort.
Après la création d'Israël, de nombreux Juifs soviétiques commencent à juger favorablement Israël, ce mouvement soulevant des tensions avec le pouvoir soviétique qui voit dans le sionisme une forme de déloyauté.
Lors des dernières années de pouvoir de Joseph Staline, entre fin 1948 et 1953, l'antisémitisme et l'antisionisme s'intensifient. De plus en plus, l'URSS va laisser libre-cours à une propagande antisioniste que certains considèrent comme non dénuée des traits caractéristiques de l'antisémitisme : ainsi, l'universitaire français Pierre-André Taguieff y voit une des « sources à gauche de la haine actuelle des Juifs »[source insuffisante].

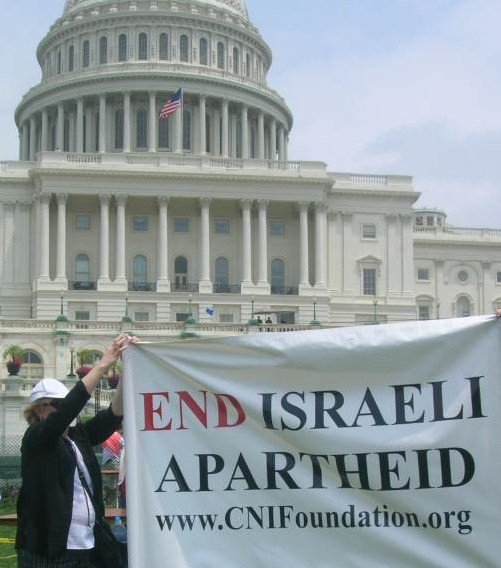
Manifestation devant le Capitole des États-Unis à Washington.

### Les pays arabes et musulmans
Une large partie des pays arabes présente toujours une hostilité au maintien de l'État d'Israël.
L'antisionisme plus contemporain dans le monde arabe possède différents fondements idéologiques : le nationalisme local, le pan-arabisme, l'islamisme, le socialisme, ou encore l'anti-colonialisme. Les principales objections au sionisme, communes aux différents antisionismes arabes sont que la terre palestinienne leur fut prise de façon illégale par l'Empire britannique (par l'intermédiaire de la déclaration Balfour) et en conséquence par Israël, d'abord en 1948 puis en 1967, processus qui s'est prolongé par l'occupation de la bande de Gaza et de la Cisjordanie.
Les voix qui s'élèvent le plus fortement contre le sionisme viennent aujourd'hui principalement de l'ensemble des partis palestiniens, et de la plupart des pays à majorité musulmane. La Jordanie, l'Égypte, la Turquie et l'Autorité palestinienne ont reconnu l'État d'Israël et son droit à l'existence. Il reste toutefois une polémique sur le fait qu'ils ne l'ont pas reconnu comme « pays du peuple juif ».
La Ligue arabe s'est déclarée prête à reconnaître Israël en échange du retrait d'Israël de tous les territoires occupés en 1967 et en échange de la création d'un État palestinien viable et dont Jérusalem-Est serait la capitale,,.

### Iran
L'Iran, depuis la révolution islamique de 1979, considère l'État d'Israël comme illégitime, et le désigne par l'expression « entité sioniste ».
Avant cette date, l'Iran entretient pourtant des relations diplomatiques cordiales avec Israël depuis la création de l'État, sous la dynastie Pahlavi. L'Iran est l'une des premières nations à reconnaître Israël, et est alors considéré comme l'un de ses soutiens dans le monde musulman (avec la Turquie). Cette période de bonne entente est entrecoupée par l'élection de Mohammad Mossadegh, qui revient sur cette reconnaissance. Le régime du Shah ne reconnait pas formellement Israël, mais une délégation permanente est établie à Téhéran, qui prend le rôle d'ambassade officieuse. Les relations économiques entre les deux pays sont importantes, notamment sur le marché du pétrole. Après 1967, les relations deviennent plus tendues et l'Iran vote la résolution 3379 en 1975 de l'Assemblée générale des Nations unies qui associe le sionisme à une forme de racisme. Les deux pays gardent cependant des formes de coopération militaire.
L'opposition à Israël en général et au sionisme en particulier vient de l'ayatollah Khomeini qui déclare Israël « ennemi de l'islam » pendant sa campagne contre le Shah. Après la seconde phase de la révolution iranienne, l'Iran revient sur toute forme de reconnaissance de l'État hébreu et coupe toutes relations diplomatiques officielles. Des rapports attestent cependant qu'Israël continue de fournir une assistance militaire à l'Iran pendant son conflit avec l'Irak, pour un montant estimé à 2,5 milliards de dollars.
- Évolutions récentes

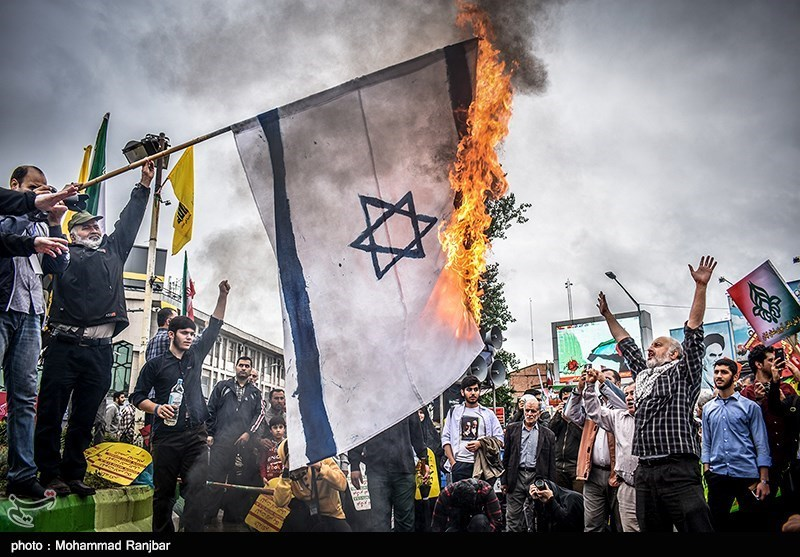
Manifestation pour « Quds day », Racht, Iran, 2017.

L'ayatollah Khamenei, puis le réformiste Mohammad Khatami, maintiennent ce rejet de l'existence d'Israël. Le premier désigne Israël comme une « tumeur cancéreuse qui doit être écartée de la région »[réf. nécessaire], et le second parle d'« État illégitime ». Mohammad Khatami insiste cependant dans le même temps pour que les Juifs se sentent « en sûreté en Iran ». Aux obsèques du pape Jean-Paul II, le président israélien Moshe Katsav, d'origine iranienne, affirme avoir pu serrer la main et discuter avec Mohammad Khatami, ce que ce dernier niera.
D'autres sources indiquent que l'Iran entreprend un rapprochement avec Israël, qui inclurait une reconnaissance officielle présentée aux États-Unis. Les termes de la proposition iranienne auraient été rejetés par les États-Unis.
En 2006, les relations avec Israël se durcissent avec l'élection de Mahmoud Ahmadinejad. Remettant en cause la réalité du génocide juif, Mahmoud Ahmadinejad estime que le devoir de réparation revient aux nations occidentales et refuse que la Palestine demeure le lieu pour un État juif :
« Some European countries insist on saying that during World War II, Hitler burned millions of Jews and put them in concentration camps. Any historian, commentator or scientist who doubts that is taken to prison or gets condemned. Although we don't accept this claim, if we suppose it is true, if the Europeans are honest they should give some of their provinces in Europe—like in Germany, Austria or other countries—to the Zionists and the Zionists can establish their state in Europe. You offer part of Europe and we will support it. »
« Certains pays européens disent de manière insistante que pendant la Seconde Guerre mondiale, Hitler a brûlé des millions de juifs et les a mis dans des camps de concentration. Tout historien, commentateur ou scientifique qui remet ceci en doute est emprisonné ou condamné. Bien que nous n'acceptons pas cette déclaration, si nous la supposons vraie, si les pays européens étaient honnêtes, ils devraient donner une partie de leur territoire en Europe - par exemple en Allemagne, en Autriche ou ailleurs - aux sionistes, et les sionistes pourraient fonder leur État en Europe. Offrez une partie de l'Europe, et nous vous soutiendrons. »
En 2006 et 2007, Mahmoud Ahmadinejad dit, en citant Khomeiny, « que ce régime qui occupe Jérusalem doit disparaître de la page du temps. » (disparition qu'il compare, par la suite, à l'écroulement de l'Union soviétique)[Information douteuse][réf. à confirmer].

### Position de l'ONU
- Résolutions 3379 et 46/86 de l'ONU

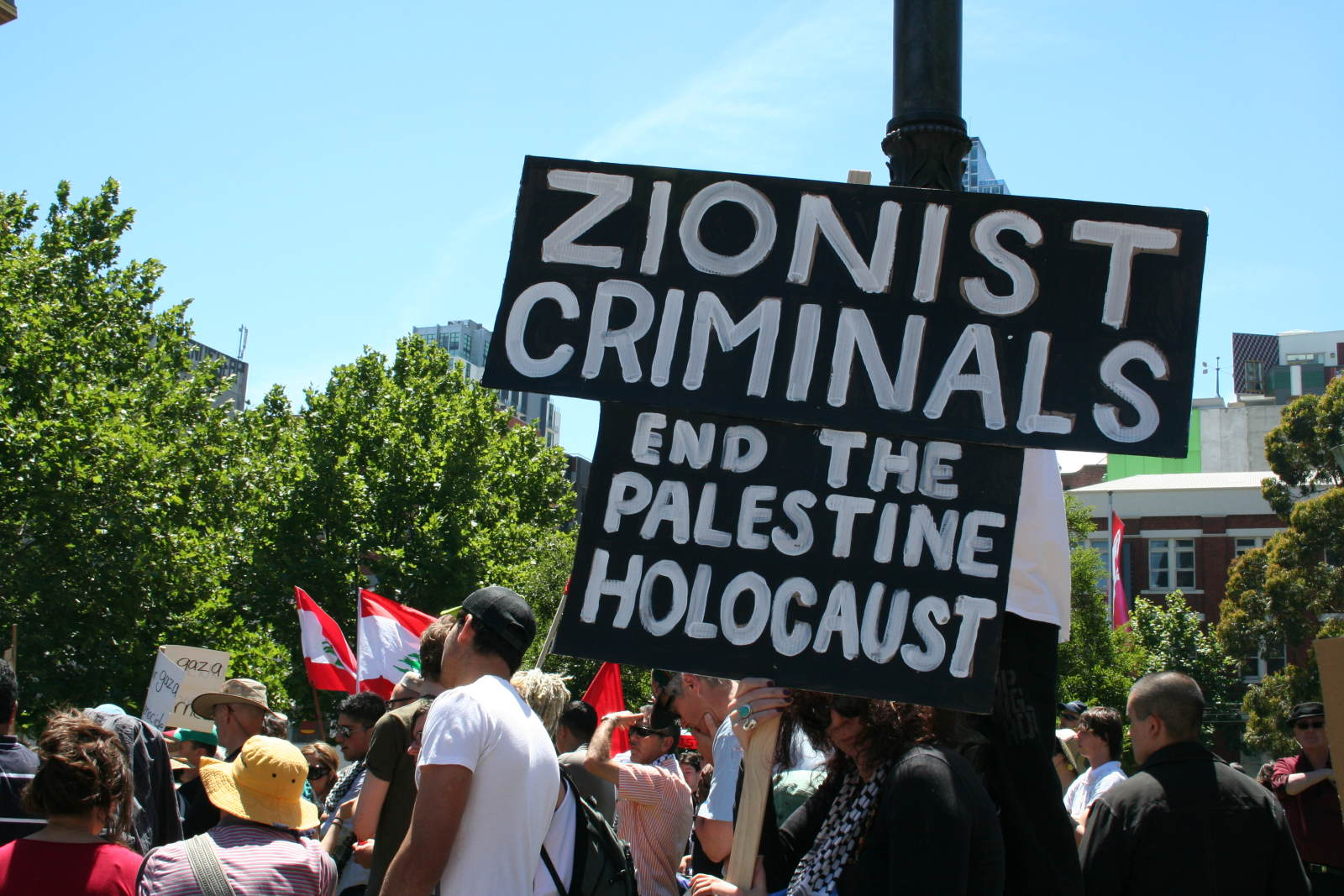
Manifestation contre la guerre de Gaza et « l'holocauste palestinien » en 2009 à Melbourne.

La tendance antisioniste se manifeste au début des années 1970 à l'Organisation de l'unité africaine et le Mouvement des non-alignés. Le 10 novembre 1975 est votée la résolution 3379 où il est décrété « que le sionisme est une forme de racisme et de discrimination raciale ». Elle est adoptée par 72 voix, soit l'ensemble des pays arabes et des pays communistes, contre 35, et 32 abstentions.
En 1991, la situation internationale est modifiée par l'effondrement de l'Union soviétique, par les accords d'Oslo ainsi que par la première guerre du Golfe, qui renforce l'influence américaine[Interprétation personnelle ?] [pertinence contestée]. À l'initiative d'Israël et des États-Unis, la résolution 3379 est révoquée par l’Assemblée générale qui vote la résolution 46/86 : l'Assemblée générale « décide d'annuler la décision contenue dans sa résolution 3379 du 10 novembre 1975. » Israël a exigé la révocation de la résolution 3379 comme condition à sa participation à la Conférence de paix de Madrid, qui a marqué le début du processus de paix lancé par les États-Unis.
Le 25 mars 1998, Kofi Annan, le secrétaire général de l'ONU soulignant que l’année 1998 marquait le 50e anniversaire de la Déclaration universelle des droits de l'homme a déclaré : « Nous devons profiter de l'occasion pour dénoncer l'antisémitisme dans toutes ses manifestations. Ce qui m'amène à la résolution lamentable adoptée par l'Assemblée générale en 1975, assimilant le sionisme au racisme et à la discrimination raciale » et a exprimé sa satisfaction que cette résolution ait été annulée par l’assemblée générale de l'ONU en 1991, la qualifiant de « décision particulièrement malheureuse ».
- Développements récents

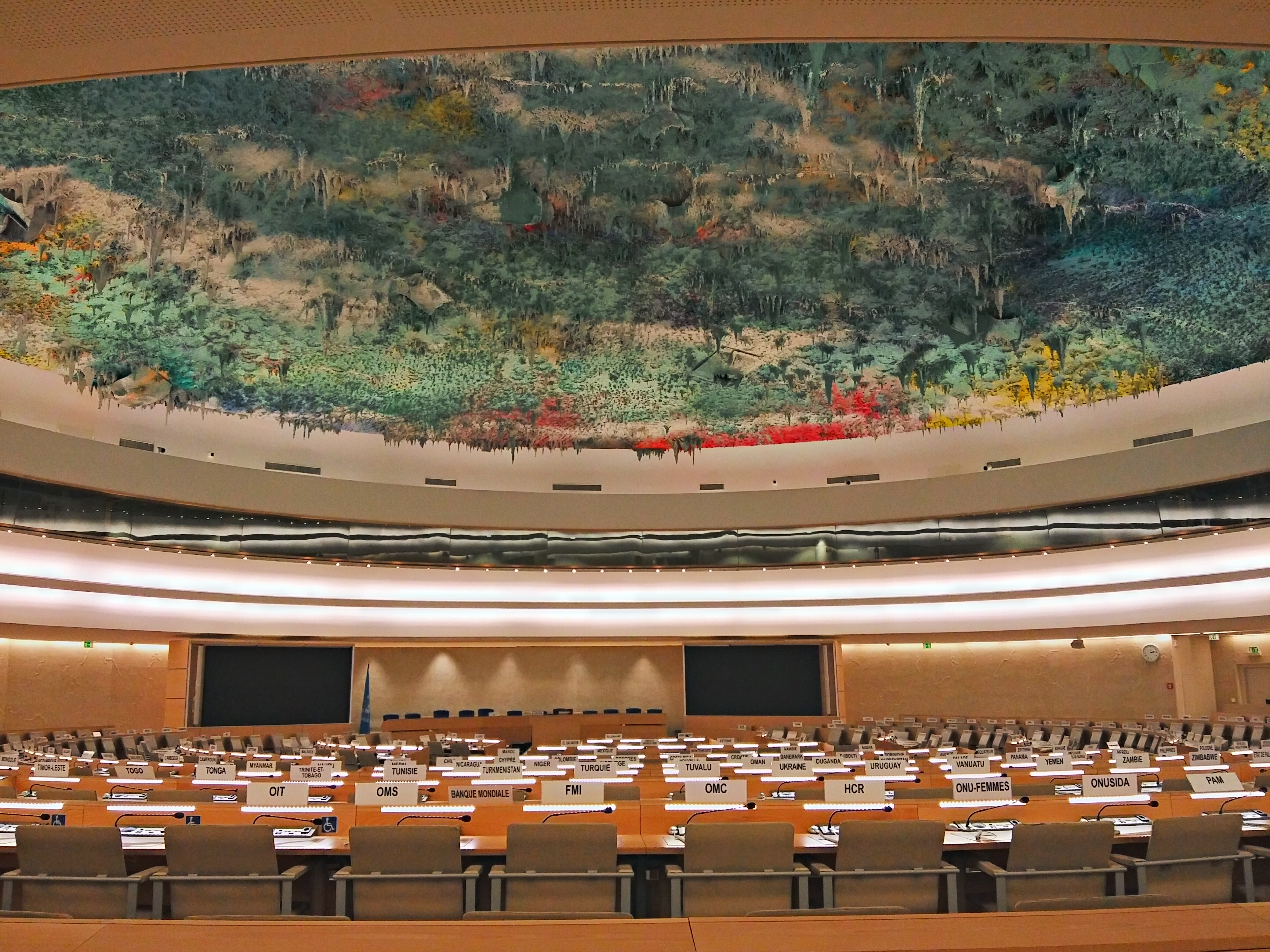
Salle du Conseil des droits de l'homme à l'ONU, Genève

Le 16 décembre 2016 et avant de quitter son poste, Ban Ki-moon fait le bilan de son mandat à l'ONU et constate que « des décennies de manœuvres politiques ont créé un nombre disproportionné de résolutions, rapports et comités contre Israël » ; il ajoute : « Au cours de la dernière décennie, j'ai dit que nous ne pouvons pas avoir un parti pris contre Israël à l'ONU ». Néanmoins, depuis 2007, Israël reste le seul pays au monde dont les violations présumées des droits de l'homme sont régulièrement discutées dans le cadre d'un point permanent unique inscrit à l'ordre du jour (qui en compte dix) du Conseil des droits de l’homme à l'ONU, auquel la Suisse demande en 2017 que ce point 7 soit supprimé afin de ne plus « soutenir la mise au pilori systématique d'un seul pays » ; cette demande est rejetée en 2018.
Ainsi, l'ONG UN Watch dont la mission première est d’assurer que l’ONU respecte sa propre Charte et que les Droits de l’Homme soient accessibles à tous, s'inquiète-t-elle régulièrement du systématisme des résolutions onusiennes contre Israël, et de l’irrationalité de certaines conclusions des commissions contre l'État hébreu,. Aussi, l'ONG dénonce-t-elle précisément l'incitation à la haine, à l'antisémitisme et au terrorisme contre Israël par de nombreux employés et enseignants palestiniens souvent admirateurs d'Hitler, travaillant pour l'agence UNRWA financée par l'ONU.
En février 2017, Antonio Guterres, premier secrétaire général de l'ONU à participer à l'Assemblée plénière du Congrès juif mondial, s’engage à traiter Israël « de la même façon que les autres (pays) » et « sans aucune forme de discrimination ».
- Conférence de Durban

Lors de la conférence de Durban, des organisations anti-sionistes accusent Israël de pratiquer l'apartheid envers ses citoyens arabes.
Dix ans après la résolution 4686, l'accusation de « racisme » est à nouveau portée contre Israël. Le philosophe Alain Finkielkraut remarque à cette occasion : « Tous les pays du monde se réunissent pour discuter du racisme et trouvent un double bouc émissaire, Israël et l'Occident. Des pays esclavagistes en toute impunité dénoncent la traite des Noirs, ou le racisme aux États-Unis. Le Soudan, la Libye, Cuba stigmatisent Israël, régime d'apartheid ».

## Les composantes de l'antisionisme

### Antisionisme et antisémitisme

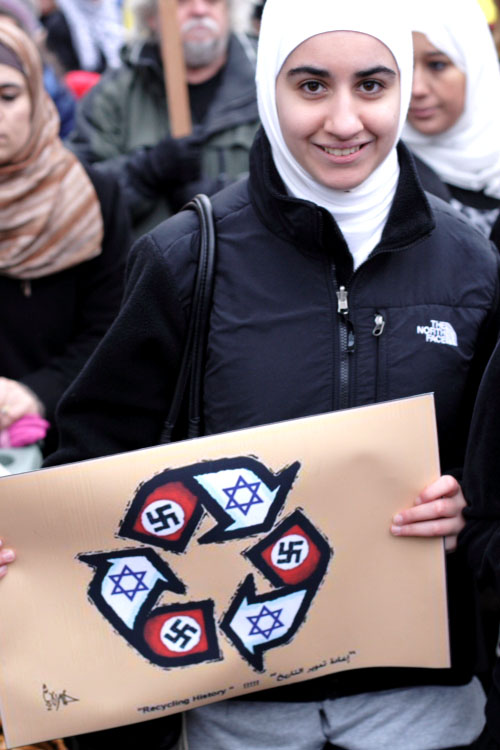
Pancarte assimilant Israël au nazisme, manifestation à Seattle en 2009.

Le sociologue et politologue français Pierre-André Taguieff estime que l'accusation de racisme à l'égard du sionisme est une résurgence contemporaine des vieilles accusations antisémites. Dans La Nouvelle Propagande antijuive (2010), il écrit que « l’antisionisme radical est l’une des principales formes de racisme apparues depuis la fin du XXe siècle. En procédant à la nazification du « sionisme », il légitime un programme raciste d’élimination d’Israël ». Or cette nouvelle propagande antijuive, poursuit-il, « n’est pas reconnue comme telle, et demeure socialement invisible. Les évidences « antisionistes » (stéréotypes, préjugés, rumeurs) se sont installées en effet dans la « doxa intellectuelle » de l’époque, ce qui les protège de la critique ».
Le philosophe français Alain Finkielkraut déclare le 9 janvier 2014 au cours d'un débat avec le dessinateur de presse Plantu : « L'antisionisme même le plus militant même le plus radical me parait une idéologie légitime. On a le droit non seulement de critiquer la politique d'Israël, mais même de s'interroger sur la légitimité de cet État ».
Sylvain Attal, chef du service multimédia de la rédaction unifiée France24/MCD/RFI, estime que « Le glissement de la critique de la colonisation après 1967 ou du messianisme religieux vers la délégitimation d’Israël s’est opéré si pernicieusement qu’il a tout emporté. Y compris des intellectuels juifs gouvernés par le désir de plaire et d’être aimés. Parfois, ceux qui entendaient seulement exercer un droit légitime de critique de certains aspects de la politique israélienne se sont trouvés associés à leur corps défendant aux contempteurs d’Israël comme État colonial, voire raciste, oppresseur, comme une erreur de l’histoire avec laquelle il fallait en finir. ». Selon lui, « l'antisionisme total au sein de la gauche altermondialiste ressemble de plus en plus à celui des négationnistes de la Shoah, qui considèrent cette dernière comme un « mythe fondateur » d’Israël ». Il donne en exemple « l’affaire Ménargues » qui a suivi la publication par ce journaliste de son livre « Le Mur de Sharon » considéré comme « ouvertement inspiré des thèses révisionnistes », comme celle de Roger Garaudy et des « mensonges antisémites classiques ». Il note le soutien que lui ont apporté les « antisionistes » radicaux, comme entre autres Euro-Palestine. Il considère que la « thématique antisémite dans le conflit proche-oriental » est illustrée par la Conférence de Durban en 2001 assimilant le sionisme au racisme et l'occupation israélienne des Territoires palestiniens avec celle des nazis en Europe et la diffusion des « Protocoles des sages de Sion » par des chaînes arabes et des sites Internet islamistes ou nationalistes.

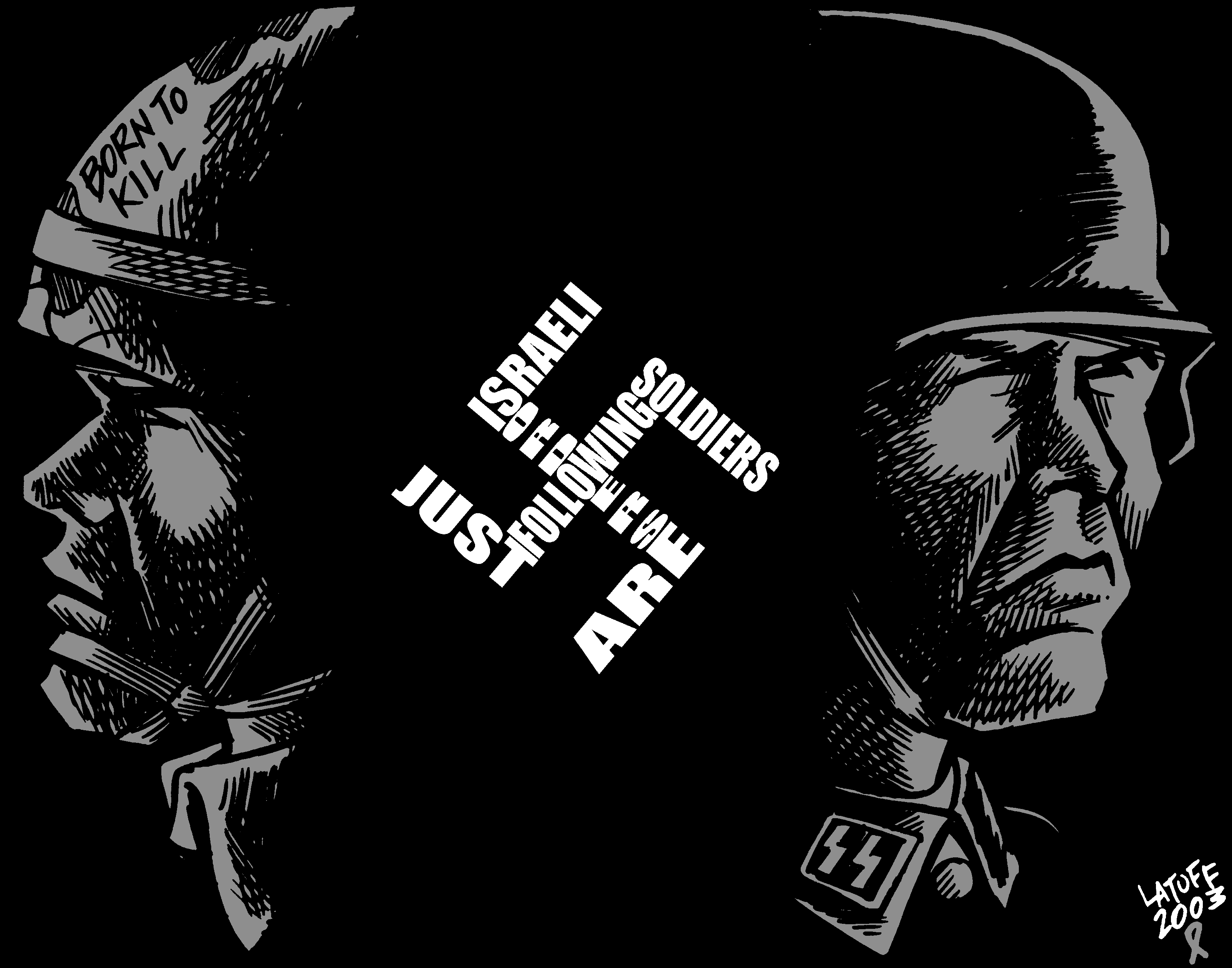
« Les soldats israéliens suivent juste les ordres » (Israélien dessiné à gauche : « né pour tuer »), C. Latuff, 2003.

À titre d'exemple, le dessinateur Carlos Latuff remporte en 2006 (ex-aequo avec la Française Chard), le second prix du concours international de caricatures sur l'Holocauste organisé à Téhéran. Accusé d'antisémitisme, il se déclare opposé à la politique d'Israël et non aux Juifs en tant que tels. Les historiens belges Kotek considèrent que Latuff reprend les clichés antisémites des Juifs en tant que tueurs d'enfants, qu'il est « sans aucun doute » judéophobe et qu'en opposant la souffrance des Palestiniens et la barbarie des soldats israéliens que ses dessins présentent comme des assassins, il réussit « la gageure d'être à la fois antiraciste et antisémite ». Sa particularité tient moins à son antisémitisme, qui est partagé par d'autres[Qui ?] à gauche, qu'au fait que ses dessins soient largement diffusés par certains médias et sites web progressistes comme Indymedia.
Le Talmud démasqué — Les enseignements rabbiniques secrets concernant les chrétiens, un pamphlet rédigé à la fin du XIXe siècle par le prêtre catholique lituanien Justin Bonaventure Pranaitis dans un but de polémique et de promotion de l’antisémitisme, est régulièrement traduit, réédité, encore de nos jours et mis en ligne par les mouvances antisémites, négationnistes se définissant comme antisionistes tels que par exemple l'AAARGH de Serge Thion qui promeut un antisionisme radical, Radio Islam d'Ahmed Rami condamné en Suède pour incitation à la haine raciale à 6 mois de prison en 1990. Valérie Igounet écrit à son sujet que sa rhétorique intègre « des thèses islamistes ultra-radicales imprégnées d'antisionisme et d'antisémitisme ». Le fondateur et directeur de publication d'Alterf-info, Zeynel Cekici, a été condamné à une peine de quatre mois de prison avec sursis pour incitation à la haine raciale et contestation de crimes contre l'humanité pour la publication d'un article antisémite avait déclaré après ce jugement « on veut nous faire passer pour des antisémites, alors que nous sommes simplement antisionistes ». Roger Garaudy, négationniste lui aussi condamné en 1998 pour contestation de crimes contre l’humanité, diffamation raciale et provocation à la haine raciale pour la publication de son livre Les Mythes fondateurs de la politique israélienne se définissait comme un « ennemi déclaré du sionisme ».

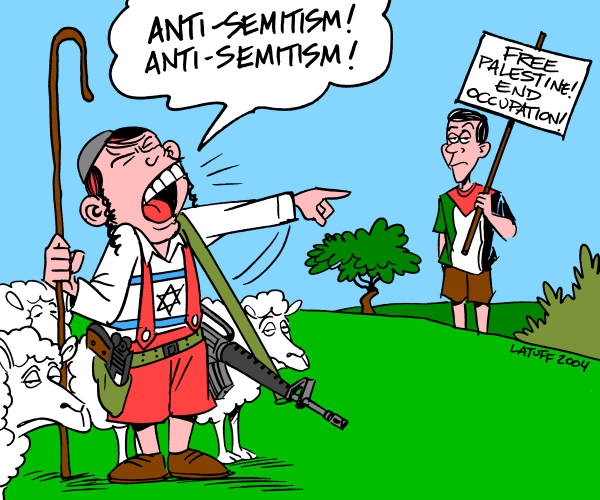
« Garçon qui crie au loup » : Israélien juif religieux excité et sur-armé qui hurle à l'antisémitisme à gauche et arabe palestinien placide, pacifiste et désarmé à droite, selon le dessinateur pro-palestinien Carlos Latuff, 2004.

Judith Bokser, professeure de science politiques mexicaine et membre du Conseil des droits de l'homme des Nations unies estime que « S'il faut se garder d’établir une équivalence totale entre antisémitisme et antisionisme, il n’en est pas moins vrai que c’est l’antisionisme, dans sa version radicale, qui est aujourd’hui le principal vecteur de l’antisémitisme ».
L'universitaire palestinien Edward Saïd, prenant personnellement des positions antisionistes par son souhait d'un État unique sur l'ensemble de la Palestine, puis à la fin de sa vie favorable à une étape de deux États côte à côte, critique fortement ce qu'il juge comme une vague d'antisémitisme entraînée par l'antisionisme, en dénonçant les intellectuels arabes fascinés par le négationniste Roger Garaudy.
Pour Daniel Lindenberg, la confusion systématique entre antisionisme et antisémitisme est "une antienne chez les inconditionnels d’Israël" et relève de "la vulgate aujourd'hui dominante".
Quant au secrétaire général de l'ONU, Antonio Guterres, il déclare le 23 avril 2017 : « la forme moderne de l’antisémitisme est de nier l’existence de l’État d’Israël ».
Le 1er juin 2017, le Parlement européen adopte une définition de l'antisémitisme, accompagnée d'exemples, qu'il demande à tous les États membres de l'Union européenne de partager,,, :

« L’antisémitisme est une certaine perception des Juifs qui peut se manifester par une haine à leur égard. Les manifestations rhétoriques et physiques de l’antisémitisme visent des individus juifs ou non et/ou leurs biens, des institutions communautaires et des lieux de culte. »

Si l'antisionisme n'est pas explicitement mentionné dans cette définition de l'antisémitisme, elle inclut dans ses exemples « Refuser au peuple juif son droit à l'autodétermination par exemple en affirmant que l'existence d'un État d'Israël est une entreprise raciste ».

#### Assimilation des deux notions

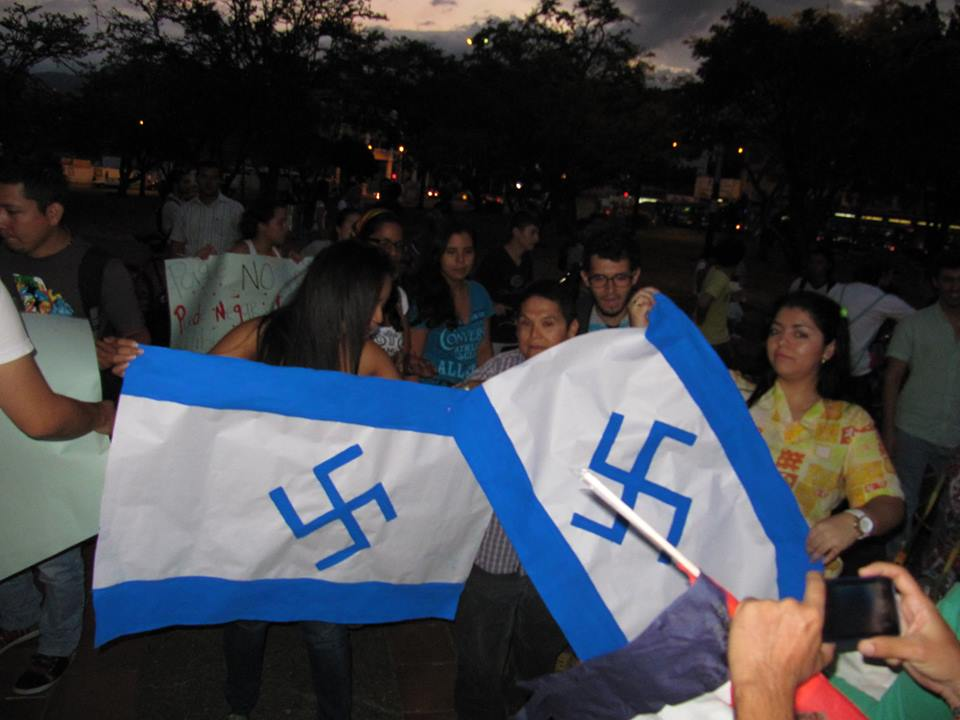
Manifestation pro-palestinienne et antisioniste voire antisémite, Santiago de Cali, Colombie, 2014.

Parmi les arguments des antisionistes, on y trouve le reproche qu'Israël agirait vis-à-vis des Palestiniens comme les Nazis l'avaient fait avec les Juifs. Pour de nombreux intellectuels, la comparaison entre le nazisme et le sionisme est une forme d'antisémitisme car elle tend à minimiser la gravité des crimes de la Shoah, à criminaliser la politique israélienne et à comparer les Israéliens aux Nazis alors que les situations et les faits ne sont pas comparables. Certains intellectuels anti-sionistes[Qui ?] mettent en avant que les Palestiniens n'ont pas « à payer » pour les crimes commis envers les Juifs durant la Seconde Guerre mondiale et que le soutien occidental à la création d'Israël en serait la conséquence.
Des historiens et analystes comme Anne Grynberg, Georges Bensoussan ou le professeur de sciences politiques franco-israélien Ilan Greilsammer, estiment que l'antisionisme nie à un seul peuple, le peuple juif, le droit à une organisation politique et à une existence politique, ce qui relève selon eux de l'antisémitisme. G. Bensoussan rappelle que loin de mettre fin à la diaspora, le mouvement national juif a au contraire contribué à la renforcer en concevant une identité juive laïcisée. Emmanuel Macron, président de la République française, estime en 2017 que l'antisionisme est « la forme réinventée de l'antisémitisme ».

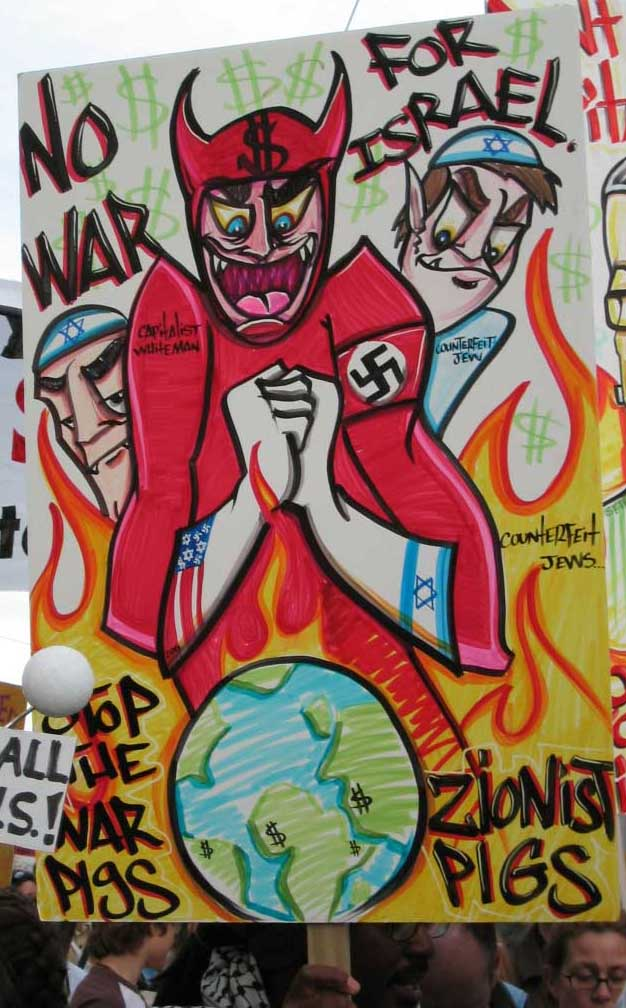
Antisionisme ou antisémitisme ? Pancarte brandie lors d'une manifestation « contre la guerre », San Francisco, 2003.

Le philosophe Vladimir Jankélévitch a estimé que l'antisionisme était une manière politiquement correcte d'être antisémite, « au nom de la démocratie » : « L'antisionisme est une incroyable aubaine, car il nous donne la permission - et même le droit, et même le devoir - d'être antisémite au nom de la démocratie ! L'antisionisme est l'antisémitisme justifié, mis enfin à la portée de tous. Il est la permission d'être démocratiquement antisémite. Et si les juifs étaient eux-mêmes des nazis ? Ce serait merveilleux ».
Antoine Spire, alors membre de la direction nationale de la Ligue des droits de l'homme écrit en 2004 : « Aujourd'hui, l'antisionisme, même s'il ne se veut pas antisémite, vise non seulement la politique oppressive d'Israël contre les Palestiniens, mais aussi Israël et son lien avec ses soutiens en diaspora qu'on accuse sans toujours aller y voir d'inconditionnalité ; il en vient à récuser l'existence même d'un État juif. C'est là que peut se nouer le lien entre antisionisme et antisémitisme : de l'antisionisme au vœu de disparition de l'État hébreu, il n'y a qu'un fil, et de la disparition de l'État hébreu à la haine de ceux qui militent pour le droit à l'existence de l'État d'Israël, il n'y a qu'un pas ».
Selon le controversé, rapport Rufin de 2004, remis au Premier ministre français, il émerge une forme d'antisémitisme par procuration que constitue l'antisionisme radical […] fortement représenté au sein d'une mouvance d’extrême gauche altermondialiste et verte, à tel point qu'il préconise la pénalisation de l'antisionisme.
En 2005, l'Observatoire européen des phénomènes racistes et xénophobes, qui fait partie du Conseil de l'Europe, définit une relation entre anti-sionisme et antisémitisme. Il précise quelles sont selon lui les manières d'attaquer Israël ou le sionisme qui sont susceptibles de relever de l'antisémitisme.
En 2006, les chercheurs Kaplan et Small ont analysé la prévalence de l'antisémitisme dans les milieux antisionistes. Dans leur résumé, ils précisent : « en se basant sur l'enquête de 500 citoyens dans chacun de 10 pays européens, les auteurs se demandent si les individus ayant des vues extrêmement anti-israéliennes ont plus de probabilité d'être antisémites », et ils contrôlent ces données « selon de nombreux facteurs perturbants potentiels ». Ils ont trouvé, au cours de l'enquête sur échantillon, que « des sentiments anti-israéliens permettent de prédire de manière consistante la probabilité que l'individu soit antisémite, cette probabilité d'antisémitisme mesuré croissant en même temps que l'étendue des sentiments anti-israéliens observés ». Ainsi, selon les auteurs, si l'on sélectionne les Européens qui pensent qu'Israël est un « État d'apartheid » et qui croient que « les forces israéliennes visent délibérément des civils Palestiniens », alors ce groupe contiendra bien plus d'antisémites que la moyenne européenne.

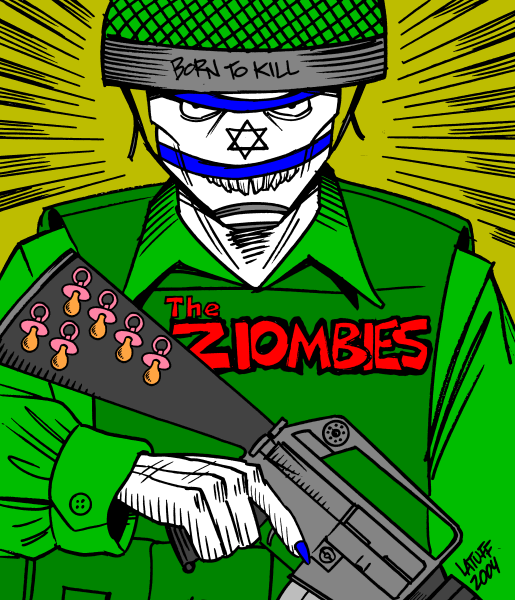
Antisionisme ou antisémitisme ? « Ziombie israélien né pour tuer les bébés », selon C. Latuff, 2004.

Le sentiment antisioniste à l'échelle internationale, de même que l'antisionisme au sein des États, suit principalement les événements du Proche-Orient. Ainsi, l'invasion américaine de l'Irak en 2003 ravive l'antisionisme dans certains pays.
Pour sa part, Pierre-André Taguieff écrit : « L’antisionisme radical représente aujourd’hui la seule idéologie raciste non seulement acceptable, mais encore intellectuellement respectable. C’est là l’un des principaux facteurs, d’ordre culturel, expliquant à la fois la diffusion rapide et la virulence extrême des discours de condamnation d’Israël. Les véritables « réactions disproportionnées », c’est dans le camp des ennemis absolus d’Israël qu’on les rencontre ».
Parmi d'autres universitaires, tel l'historien Walter Laqueur, le professeur Robert S. Wistrich considère que l'antisionisme est devenu la forme la plus dangereuse et la plus réelle d'antisémitisme aujourd'hui. Dans une conférence présentée à la commission des droits de l'homme de l'ONU en février 2004, il expose que la délégitimation, la diffamation, et la diabolisation systématiques d'Israël relèvent de l'antisémitisme. De même, rappelle-t-il, les appels au démantèlement de l'État d'Israël sont liés aux thèmes classiques de l'antisémitisme (conspiration, lobby juif, etc.) et par exemple, il pense que la comparaison entre le sionisme et Hitler relève incontestablement de l'antisémitisme ; les antisionistes usent de cette comparaison car le nazisme est devenu le type même du mal absolu, la métaphore du diable dit-il :
L'assimilation entre antisionisme et antisémitisme se rencontre occasionnellement dans des documents de conviction chrétienne. L'assimilation est ainsi absolue pour le pasteur Martin Luther King (« Quand les gens critiquent le sionisme, ne te trompe pas, ils pensent les juifs »), ou relative dans un document conjoint entre catholiques et juifs de juillet 2004 à Buenos Aires (« L'antisionisme comme une expression la plus récente de l'antisémitisme »).
En septembre 2011, Dieudonné M'Bala M'Bala illustre cette permutation de la plus claire façon en déclarant à la télévision iranienne Sahar que « le sionisme [a] tué le Christ », soit dix-neuf siècles avant sa naissance.
Le sociologue Alain Dieckhoff distingue quant à lui le non-sionisme de l'antisionisme pour désigner la non-adhésion de Juifs au projet sioniste.

#### Nouvel antisémitisme

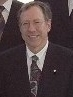
Le professeur Irwin Cotler, 2004.

Irwin Cotler, professeur de droit à l'université McGill à Montréal qui fut ministre de la Justice du Canada, estime dans FrontPage Magazine (en) que « l'antisémitisme classique est une discrimination contre les Juifs en tant qu'individus, et que le nouvel antisémitisme implique la discrimination à l'encontre, le déni ou l'attaque du droit du peuple juif à vivre en tant que membre à part entière de la famille des nations » et que ces deux formes d’antisémitisme ont en commun la discrimination. Dans une étude sur l’antisémitisme publiée conjointement par le mémorial de Yad Vashem et le Centre Simon-Wiesenthal il définit plusieurs variantes de l’antisémitisme dont « l’antisémitisme génocidaire » qui s'exprime par l’incitation à la destruction de l’État d’Israël ouvertement et publiquement prônée par l'Iran, le Hezbollah, le Hamas et le Jihad islamique et « l'antisémitisme politique » qui est constitué par la contestation du droit du peuple juif à l’autodétermination. Il cite Martin Luther King qui a déclaré que « la négation des Juifs au même droit, le droit à l'autodétermination, que nous accordons aux pays africains et tous les autres peuples de la planète est en bref de l'antisémitisme ». Irwin Cotler souligne que ce nouvel antisémitisme est parfois « codé en antisionisme » et que si les variantes génocidaires et politiques « sont manifestes, publiques et clairement démontrables, l'antisémitisme idéologique est l'expression beaucoup plus sophistiquée et sans doute plus pernicieuse du nouvel antisémitisme ».

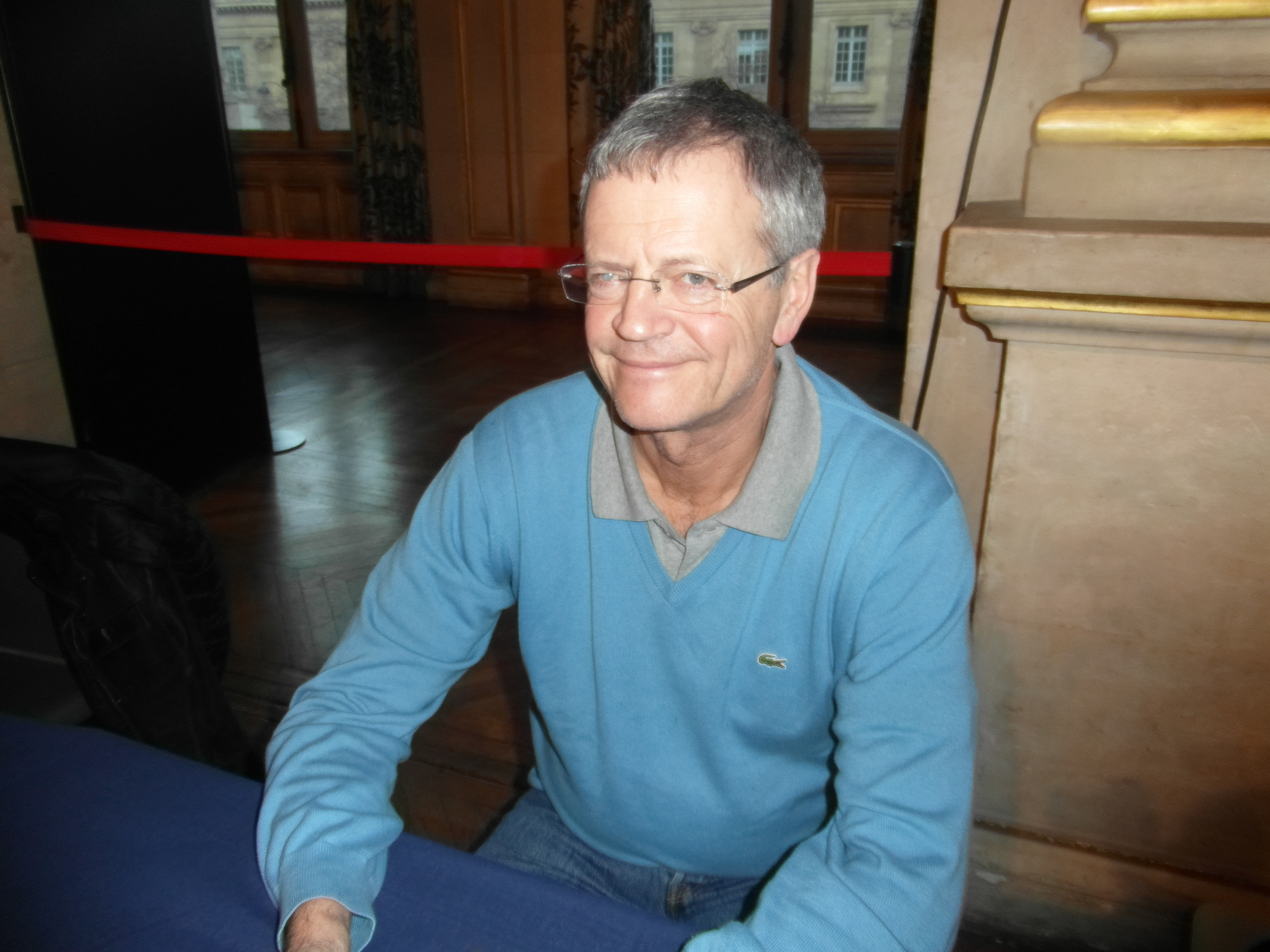
P. Boniface au « Maghreb des Livres », Paris, 2015.

Pascal Boniface, directeur de l'Institut de relations internationales et stratégiques, réagissant le 25 septembre 2012 dans le Nouvel observateur aux propos de Manuel Valls qui a dénoncé « un nouvel antisémitisme qui se cache derrière un antisionisme de façade » a estimé que « le ministre de l’Intérieur a mis le doigt sur une réalité. Mais il en a occulté une partie ». Il a considéré que « Il est vrai que dans certains discours, le terme de « sioniste » a remplacé le terme de « juif » pour des raisons qui n'ont rien de saines. Afin d'échapper à la législation qui pénalise les propos antisémites, certains entretiennent une confusion volontaire entre juifs et sionistes, espérant échapper aux foudres de la loi en utilisant le second terme à la place du premier. On ne parle plus de complot juif mais de complot sioniste. Le terme sioniste est devenu péjoratif, disqualifiant et même injurieux » et que « cette confusion est lourde de sous-entendus, de confusion intellectuelle et de conséquences politiques. » Il considère qu'il y a « une confusion malsaine entre sionisme et hostilité à la reconnaissance des droits du peuple palestinien » soulignant qu'ils ne sont pas incompatibles, et que « finalement ceux qui sont favorables à la solution des deux États ne peuvent pas être antisionistes. » Dans la même mesure, il dénonce le fait que « de nombreux responsables institutionnels et intellectuels juifs français qui exhortent tous les juifs à être inconditionnellement solidaires du gouvernement d’Israël ont une grande part de responsabilité dans cette confusion. L'accusation récurrente d'antisémitisme opposée à ceux qui ne font qu'émettre une critique politique du gouvernement israélien crée un amalgame tout aussi funeste et contribue à l’importation du conflit israélo-palestinien en France ».

#### Rejet de cette assimilation

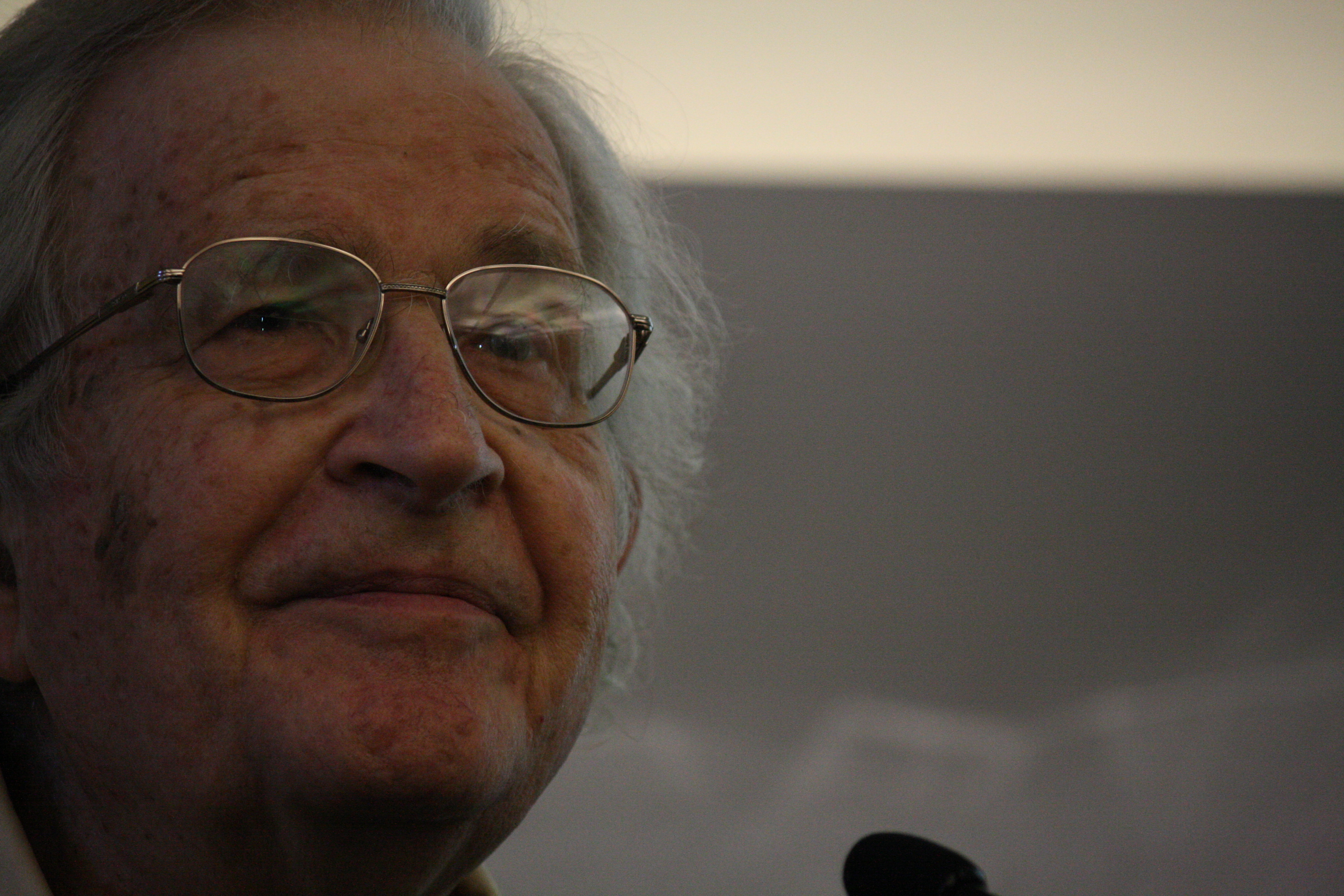
Noam Chomsky, Université Harvard, 2012.

L'assimilation de l'antisionisme à l'antisémitisme est contestée par les militants antisionistes qui estiment que cette assimilation ne serait qu'un moyen pour « empêcher toute critique adressée à l'État d'Israël » et qui, pour leur part, mettent sur le même plan la critique de la politique de l'État d'Israël et la dénonciation de son illégitimité[Quoi ?] [réf. nécessaire]. Selon Noam Chomsky, il existe depuis longtemps des tentatives d'assimilation des deux termes « dans le but d'exploiter les sentiments antiracistes à des fins politiques ». Il illustre cette remarque par une citation qu'il attribue à Abba Eban : « l'une des tâches principales de tout dialogue avec le monde non-juif est de prouver que la distinction entre l'antisémitisme et l'antisionisme est une fausse distinction ». Chomsky écrit « ces propos sont un exemple typique d'une position qui est intellectuellement et moralement déshonorante. Mais cela n'est plus suffisant, il est maintenant nécessaire d'identifier la critique de la politique israélienne à l'antisémitisme ou quand il s'agit de Juifs, à la “haine de soi”, de sorte que tous les cas possibles soient couverts».
Pour Brian Klug (en), professeur de philosophie de l'Université d'Oxford, « déclarer que l'hostilité envers Israël et l'hostilité envers les juifs est une seule et même chose, c'est confondre l'État juif et les juifs. », même s'il ajoute que « dire qu'elles sont distinctes n'est pas dire qu'elles ne sont jamais liées. ».

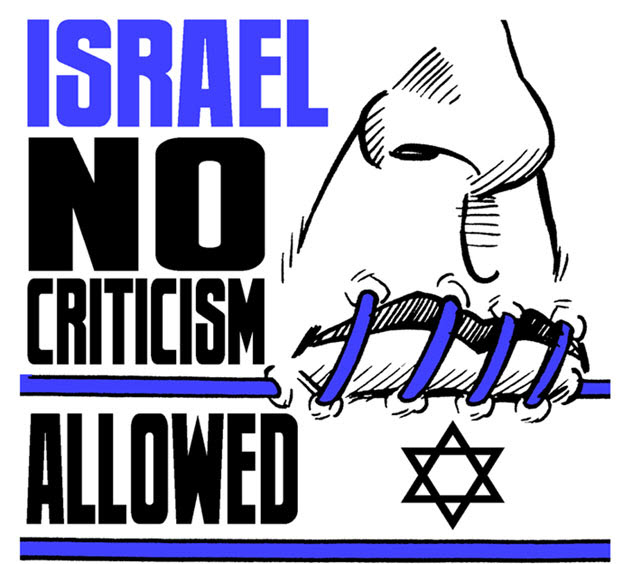
Critique d'Israël interdite, selon C. Latuff, 2007.

Pour Yakov M. Rabkin, professeur d'histoire canadien, les accusations d'antisémitisme adressées à l'antisionisme sont « cyniques […] parce que ce sont les sionistes qui ont accepté la thèse centrale des antisémites selon laquelle les juifs constituent un corps étranger au sein des nations européennes ».
Un certain nombre de personnalités dont certaines également même en Israël dans l'enclave de Méa Shéarim se définissent avant tout comme juives non sionistes ou antisionistes, sauf une infime minorité, rejettent également toute accusation d'antisémitisme accusant ceux-ci de sectarisme. Ainsi, le réalisateur israélien Eyal Sivan déclare-t-il que « L’amalgame systématique entre antisionisme et antisémitisme est devenu la nouvelle arme d’intimidation des « amis d’Israël », tandis que Rony Brauman parle d'un « intolérable chantage » à l'antisémitisme.
Esther Benbassa, considère que lorsque Edgar Morin est poursuivi pour antisémitisme pour un article intitulé « Israël-Palestine : Le cancer », cosigné par Danièle Sallenave et Sami Naïr, publié le 4 juin 2002 dans le quotidien Le Monde, Hannah Arendt aurait dû aussi être « condamnée pour diffamation raciale après la publication de son livre « Eichmann à Jérusalem ».
L'universitaire britannique David Hirsh (en) (Goldsmiths College, University of London) s'est penché sur la question de la proximité entre antisémitisme et antisionisme dans un working paper pour l'université Yale intitulé « Anti-Zionism and Antisemitism: Cosmopolitan Reflections ». Il tire de cette étude les conclusions suivantes : « Parfois la critique d'Israël est antisémite », de même que parfois la critique d'Hillary Clinton est misogyne, et parfois la critique du Zimbabwe est raciste. À la question : « Est-ce que l'antisionisme est une forme d'antisémitisme ? », l'auteur répond : « L'antisionisme n'est pas une forme de racisme. Mais il s'agit d'une vision du monde profondément défectueuse, superficielle et peu éclairante. Les antiracistes antisionistes se présentent eux-mêmes comme les enfants légitimes de l'opposition juive socialiste au sionisme au cours du premier tiers du vingtième siècle ; mais certains suspectent son véritable père d'être l'antisémitisme soviétique. […] Une généalogie, une analyse historique, aideraient à trancher ».

### Aspects judiciaires
La justice française distingue ce qui relève d'une critique permise du sionisme de ce qui relève de l'antisémitisme (interdit par la loi française).
Le journaliste controversé Dominique Vidal, évoque assez largement les affaires qui ont opposé la LICRA (représentée par Me Goldnadel) à Daniel Mermet, à Témoignage chrétien, ou à un candidat de la LCR de Chambéry. Toutes ces affaires, qui visaient l'expression d'un antisionisme, ont abouti à un échec, ce qui montre que malgré les discours, l'assimilation de l'antisionisme à un racisme, selon les termes de la loi du 1er juillet 1972, n'est pas prise en compte par la justice française.
Quinze sénateurs ont déposé une proposition de loi qui, si elle était votée, permettrait d'assimiler l'antisionisme à de l'antisémitisme et pourrait valoir aux délinquants 10 000 euros d'amendes et cinq ans de prison. Mais pour l'instant aucun flou juridique n'existe entre les deux (voir pour en savoir plus : Liberté d'expression en droit français et Je suis Charlie).
Interrogé en 2023 par l'agence turque Anadolu, le président d'honneur de l'Union juive française pour la paix (UJFP), Richard Wagman, a dénoncé un amalgame volontaire de l'Exécutif français entre l'antisémitisme et l'antisionisme. « Toute personne qui critique la politique d'Israël est, d'emblée, taxée d'antisionisme, par ces gens-là, ce qui est ridicule », a déclaré Richard Wagman.

#### Histoire du sionisme et de l'antisionisme
- Dan Horowitz et Moshe Lissak : « Origins of the israeli polity. Palestine under the Mandate ». Chicagoo-London. University of Chicago press, 1978.
- Edward Said, Zionism from the Standpoint of its Victims, in The Question of Palestine, 1979.
- Shohat E., Sephardim in Israel : Zionism from the Standpoint of its Jewish Victims, Social text, 1988  (ISSN 0164-2472).
- Ilan Greilsammer : Israël, les hommes en noir, Presses de la Fondation nationale des Sciences Politiques, 1991.
- Alain Dieckhoff : L'Invention d'une nation. Israël et la modernité politique, Gallimard, 1993.
- Walter Laqueur : Histoire du sionisme. (II tomes), Coll. Tel, Gallimard, 1994.
- Anne Grynberg : Vers la terre d'Israël, Gallimard découverte, coll. histoire, 1998.
- Élie Barnavi : Une histoire moderne d'Israël, Flammarion, 1998.
- Tom Segev : C'était la Palestine au temps des coquelicots, Liana Levi, 2000.
- Georges Bensoussan : Une histoire intellectuelle et politique du sionisme, 1860-1940, Fayard, 2002.
- Henry Laurens, La Question de Palestine : Tome 2 - Une mission sacrée de civilisation (1922-1947), t. 2, Fayard, 27 mars 2002, 704 p. (ISBN 978-2-213-61251-5).
- Martine Leibovici, Hannah Arendt, une Juive: expérience, politique et histoire, éditions Desclée de Brouwer, 2002.
- Alain Michel : Racines d'Israël, éd. Autrement, 2003.
- Yakov M. Rabkin. Au nom de la Torah : une histoire de l'opposition juive au sionisme. Québec, Presses de l'Université Laval, 2004.
- Dominique Vidal, Antisionisme = antisémitisme ? Réponse à Emmanuel Macron, éd. Libertalia, 2018, 125 p.
- Ivan Segré, Les Pingouins de l'universel. Antijudaïsme, antisémitisme, antisionisme, Paris, Éditions Lignes, 2017

#### Critiques de l'antisionisme
- Léon Poliakov, De l'antisionisme à l'antisémitisme, Calmann-Lévy, Paris, 1969.
- Paul Giniewski, L'Antisionisme, Bruxelles, Éditions de la Librairie encyclopédique, 1973, 303 p. (présentation en ligne) (aperçu en ligne).
- Alain Finkielkraut, La Réprobation d'Israël, Paris, Denoël/Gonthier, 181 p., 1983.
- Georges Bensoussan : Une histoire intellectuelle et politique du sionisme. 1860-1940, Fayard, 2002.
- Georges-Elia Sarfati, L'Antisionisme. Israël/Palestine aux miroirs d'Occident, Paris, Berg International, 2002, 126 p.
- Pierre-André Taguieff, La Nouvelle Judéophobie, éd. Mille et une nuits, 2002.
- Armand Laferrère, « Est-il permis de soutenir Israël ? », Commentaire, no 104, p. 933-940, Hiver 2003-2004.
- Éric Marty, Bref Séjour à Jérusalem, Paris, Gallimard, 2003, 265 p.
- Joël Kotek et Dan Kotek, Au nom de l'antisionisme. L'image des Juifs et d'Israël dans la caricature depuis la seconde Intifada, Paris, Éditions Complexe, 166 p., 2003, (nombreuses illustrations issus de sites et de journaux arabo-musulmans).
- Shmuel Trigano (dir.), Le Sionisme face à ses détracteurs, Paris, éditions Raphaël, 2003, 169 p., (avec notamment des contributions de Frédéric Encel, Alain Finkielkraut, Paul Giniewski, Daniel Sibony, Georges-Elia Sarfati).
- Pierre-André Taguieff, Prêcheurs de haine, Traversée de la judéophobie planétaire, éd. Mille et une nuits, 2004.
- Robert Wistrich (en), "Anti-Zionism and Anti-Semitism", Jewish Political Studies Review 16:3-4, automne 2004.
- Paul Giniewski, Antisionisme : le nouvel antisémitisme, Paris, Cheminements, 2005, 318 p.
- Pierre-André Taguieff, La Nouvelle Propagande antijuive : l'affaire al-Dura en perspective, PUF, 2010.  (ISBN 2130575765).
- Elhanan Yakira, Post-sionisme, post-Shoah trois essais sur une négation, une délégitimation et une diabolisation d'Israël, PUF, collection : « Fondements de la politique », Paris, 2010.  (ISBN 978-2-13-056519-2).
- Pierre-André Taguieff, « La nouvelle propagande « ANTISIONISTE », ou la réinvention de la question juive », Controverses,‎ 2010 (lire en ligne).
- Anne-Sophie Mercier, Dieudonné démasqué, Paris, Éditions du Seuil, 18 juin 2009, 185 p. (ISBN 978-2-02-100564-6, BNF 42019965), (réédition augmentée du précédent ouvrage).
- Michel Briganti, André Déchot et Jean-Paul Gautier, La Galaxie Dieudonné : pour en finir avec les impostures, Éditions Syllepse, 1er avril 2011, 191 p. (ISBN 978-2-84950-285-3)
- Raphael Israeli, « L'antisémitisme travesti en antisionisme » (trad. Jean-Pierre Ricard), Revue d'histoire de la Shoah, no 180, janvier-juin 2004

#### Prises de position antisionistes
- True Torah Jews Juifs religieux antisionistes. Dénoncent la totale contradiction entre le sionisme et l'enseignement traditionnel du judaïsme.
- Appel Olga, appel de 6 intellectuels juifs israéliens anti-sionistes.
- Site d'un mouvement juif ultra-orthodoxe ou haredim anti-sioniste.
- kibush Information et commentaires alternatifs en hébreu, anglais et russe sur l'occupation.
- EJJP Juifs européens pour une paix juste.
- CAPJPO-EuroPalestine, une association française anti-sioniste.
- Le site officiel Yalkut Hishbati Etchem, dirigé par le rabbin Aviad Naiger, qui diffuse pacifiquement et agit contre le sionisme.

#### Critiques de l'antisionisme
- Antisémitisme / Antisionisme, un article d'Antoine Spire (Ligue des droits de l'homme).
- « Antisionisme » et antisémitisme, sur le site de Pratique de l’Histoire et Dévoiements Négationnistes (PHDN).
- Limites de l'antisionisme, par Yves Coleman (responsable de la revue marxiste « Ni Patrie Ni Frontières »).
- Rapport Rufin : sur l'antisionisme radical.
- Le témoignage d’un ex-antisioniste, un article de Nathan Weinstock.
- La nouvelle propagande antijuive et l'invention du « Juif nazi », vidéoconférence avec Pierre-André Taguieff sur le site Akadem, mai 2010.
- « L'antisémitisme a plusieurs masques, dont celui de la haine d'Israël », un entretien de Jacqueline Cuche, présidente de l'Amitié judéo-chrétienne de France, La Croix, 5 janvier 2018.
- "Les mythes de l'antisionisme", six cours consacrés à une analyse critique de l'antisionisme sur le site Akadem, 2019-2020.